# BASF
Die BASF SE ist ein deutscher börsennotierter Chemiekonzern mit Sitz in Ludwigshafen am Rhein.
Sie ist in 93 Ländern vertreten und betreibt 234 Produktionsstandorte. Nach Umsatz ist die BASF damit der größte Chemiekonzern weltweit.
Das Unternehmen hat seinen Ursprung in der 1865 in Mannheim gegründeten Badischen Anilin- & Sodafabrik. Weil dort kein geeignetes Areal zur Verfügung stand, wurde das neue Werk noch im selben Jahr am gegenüberliegenden Rheinufer im pfälzischen Ludwigshafen gebaut.

## Geschichte

### Badische Anilin- und Sodafabrik (1865–1925)

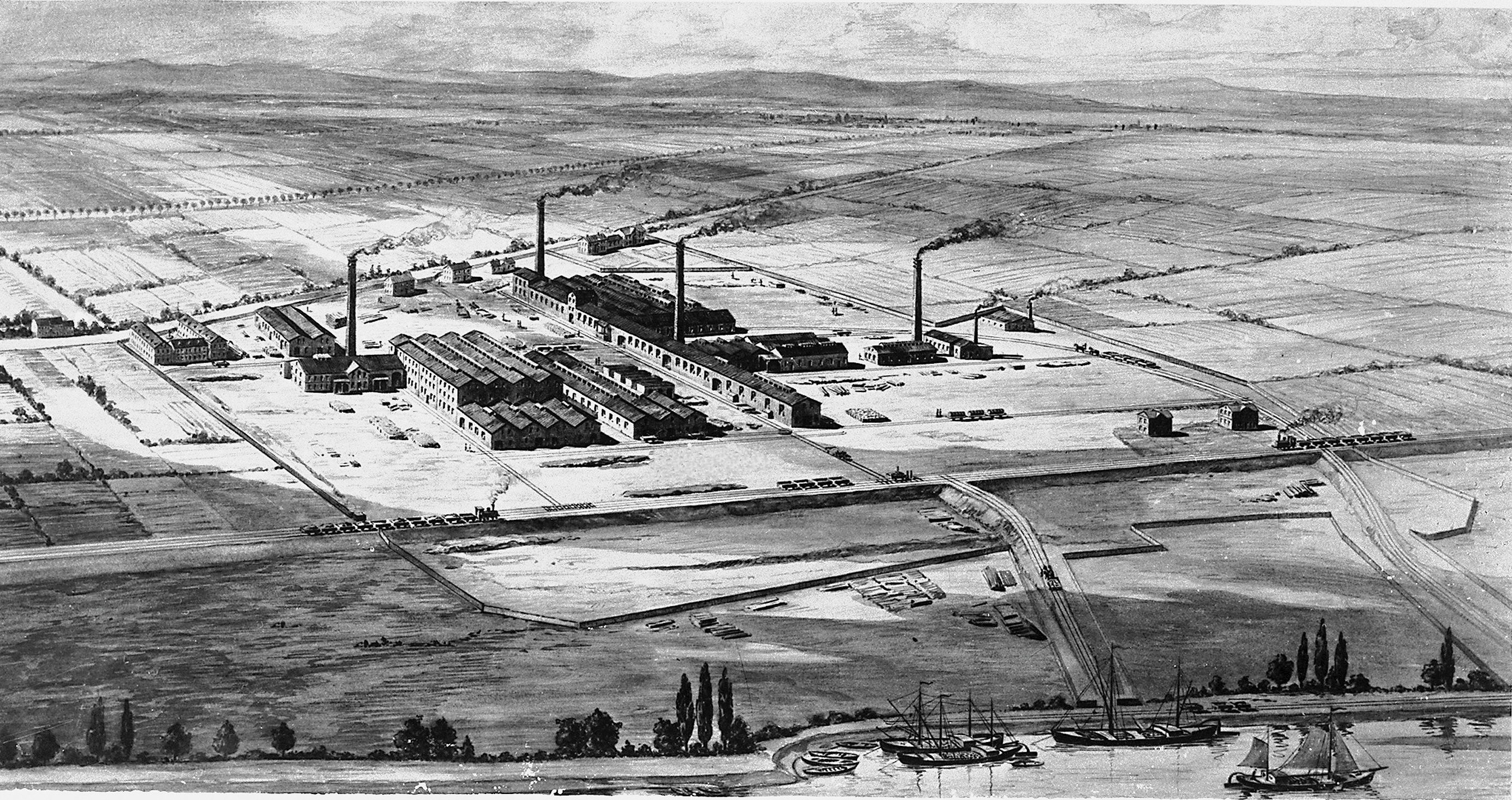
BASF-Werk Ludwigshafen 1866

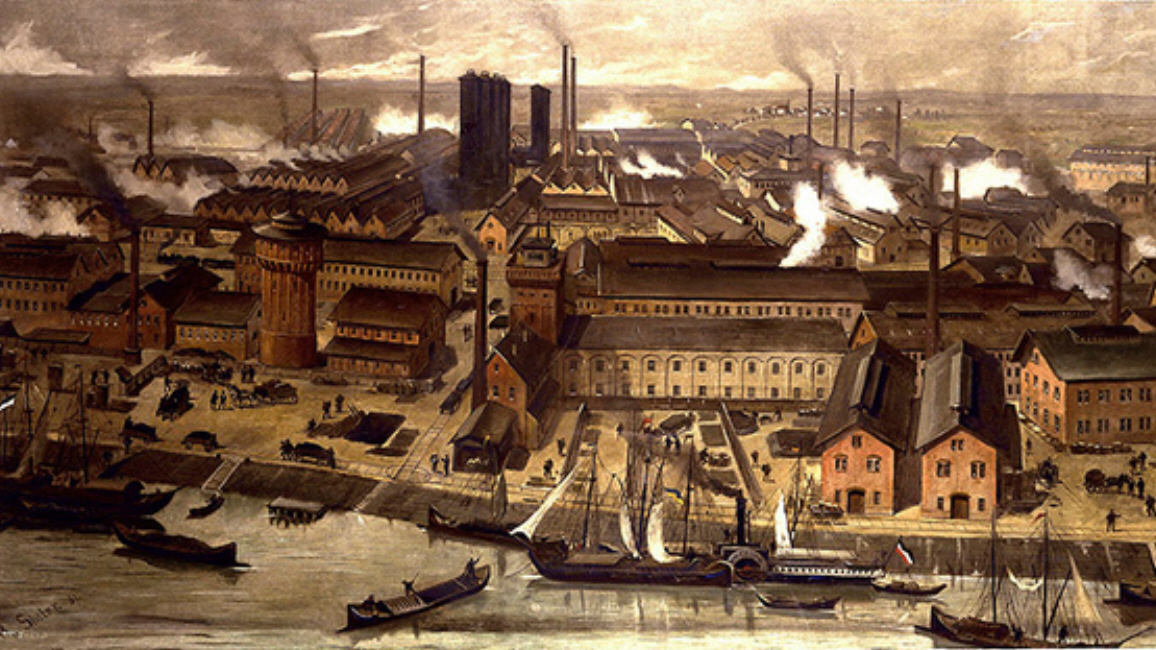
BASF-Werk Ludwigshafen 1881

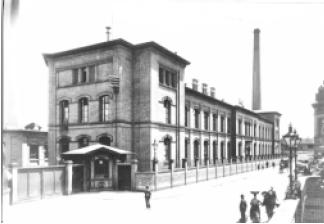
Hauptlaboratorium der BASF in Ludwigshafen 1887

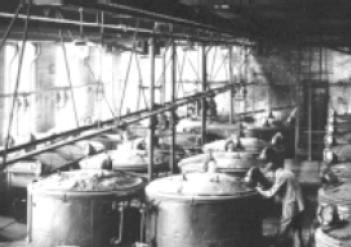
Indigoproduktion der BASF um 1890

Am 6. April 1865 gründete Friedrich Engelhorn mit Unterstützung des Bankhauses Ladenburg und deren Inhaberfamilie in Mannheim-Jungbusch die Badische Anilin- und Sodafabrik als Aktiengesellschaft mit einem Grundkapital von 1,4 Millionen Gulden. Neben Engelhorn als Vorsitzenden erhielten noch August Clemm, Carl Clemm und Julius Giese Direktionsposten. Da Engelhorn in Mannheim bereits seit 1848 die Badische Gesellschaft für Gasbeleuchtung gehörte, wollte er den bei der Gewinnung von Leuchtgas durch Verkokung anfallenden Steinkohlenteer nutzen, um daraus Teerfarbstoffe (auch Anilinfarben genannt) für die Textilindustrie herzustellen.
Bereits eine Woche nach der Gründung zog die neue Firma aus dem badischen Mannheim auf die linksrheinische Seite in das damals zur bayerischen Rheinpfalz gehörende Ludwigshafen, auf das Gebiet des damaligen Hemshof, da seit 1863 der bayerische König Maximilian II. die Ansiedelung von Industrieunternehmen förderte, so dass die neue Fabrik mit einer Subvention von 1,5 Millionen Gulden bedacht wurde. Ein weiterer Grund für den schnellen Umzug war die Opposition des Vereins chemischer Fabriken Mannheim, der neben Bedenken wegen Belastung der Umwelt ein Gegenangebot abgab, das er aber sofort wieder zurückzog, nachdem die BASF umgezogen war.
Bedeutende Chemiker in den Anfängen der Firmengeschichte waren neben den oben genannten Gründern Heinrich Caro, Heinrich von Brunck, Rudolf Knietsch. Anfänglich produzierte das Unternehmen Teerfarbstoffe und deren Vorprodukte, begann jedoch mit der Herstellung von Textilfarbstoffen auf Indigobasis und erreichte innerhalb weniger Jahre durch Ausbau und Akquisitionen eine führende Position auf dem weltweiten Markt für Färbemittel. Eines der ersten vertriebenen Produkte waren Anilinfarben auf Basis des aus Destillation aus einem Steinkohlenteer gewonnenen Anilin. Bald schon folgt die Herstellung der Farbstoffe Indanthren (René Bohn), Alizarin, Eosin, Auramin, Methylenblau und Azofarbstoffe. 1880 wurde mit der Erforschung der synthetischen Herstellung von Indigofarben begonnen, ein ungeheurer finanzieller Kraftakt für das Unternehmen. 1897, nach 17 Jahren der Forschung, konnte weltweit erstmals das als Heumann-Synthese bekannt gewordene Verfahren in die Produktion übernommen werden.
In den 1880er Jahren gründete das Unternehmen Niederlassungen in Frankreich, Russland und den USA. 1900 präsentierte sich die Badische Anilin und Soda Fabrik Aktiengesellschaft auf der Weltausstellung in Paris als größte chemische Fabrik der Welt. Damals waren im Werk in Ludwigshafen 148 Chemiker, 75 Ingenieure, 305 kaufmännische Beamte sowie 6207 Arbeiter beschäftigt. 1901 konnte das Unternehmen mit den licht- und waschechten Indanthren-Farben eine weitere Weltneuheit präsentieren, die in der Folgezeit die Indigofarben in Färbereien und Druckereien ersetzen sollten.
Im Jahr 1903 kam es auf Betreiben des Bayer-Vorstandes Carl Duisberg zu Versuchen, ein Chemie-Kartell zwischen der BASF, Bayer, Farbwerke Hoechst, Leopold Cassella & Co KG und Agfa zu schmieden. Zusammen mit Gustav von Brüning (Generaldirektor der Farbwerke Hoechst) veröffentlichte er eine Denkschrift, in der eine Fusion dieser Unternehmen angeregt wurde. Nachdem Hoechst die Strategie änderte und eine Kapitalverflechtung mit Cassella einging, schlossen sich 1904 die drei verbliebenen Unternehmen BASF, Bayer und Agfa unter Beibehaltung der unternehmerischen Unabhängigkeit zur Interessengemeinschaft Farbenindustrie (auch Dreibund genannt) zusammen, in der ein koordiniertes Vorgehen und die Kooperation in der Farbenproduktion beschlossen wurde.
In der Folgezeit begann bei der BASF die Erforschung der für die Rüstungswirtschaft wichtigen Ammoniaksynthese, die mit der Entwicklung des Haber-Bosch-Verfahrens (1908/1912, 1910 reichte die BASF ein Patent für dieses Verfahren ein, nachdem Fritz Haber zuvor ein fehlerhaftes Patent darauf zurückzog) unter Mitarbeit von Alwin Mittasch in die Produktion übernommen werden konnte. 1913 ging die erste Ammoniaksyntheseanlage in Oppau in Betrieb. Sie erreichte eine Jahresproduktion von 7200 Tonnen Ammoniak (heute liegt die Jahresproduktion dort bei 875.000 Tonnen Ammoniak). Gleichzeitig wurde die Produktion von Düngemitteln aufgenommen. Daraufhin wurde 1914 das Agrarzentrum Limburgerhof eröffnet, das den Beginn der industriellen Agrarchemie in Deutschland darstellte. Anfang 1918 stellte die BASF mit Lili Wachenheim die erste promovierte Chemikerin ein.
Im Ersten Weltkrieg wurde die BASF in die Rüstungswirtschaft integriert. Neben Ammoniak und Salpeter als Ausgangsstoffe für die Sprengstoff- und Schießpulverproduktion wurden Vorprodukte für die Giftgaserzeugung hergestellt. 1916 errichtete die BASF mit dem Ammoniakwerk Merseburg (Leunawerke) ein zweites Ammoniak-Synthesewerk und baute die Oppauer Produktionsstätten weiter aus, um der starken Nachfrage, vor allem aufgrund der unerwarteten Kriegslage (durch den Stellungskrieg wurde weit mehr Sprengstoff und Schießpulver als vorgesehen benötigt), gerecht zu werden.
In Haßmersheim am Neckar wurde zur Herstellung von Schwefelsäure ab 1916 für 51 Millionen Mark das „Reichsschwefelwerk“ errichtet. Das Werk wurde nach dem Ersten Weltkrieg auf Grund des Versailler Vertrages wieder stillgelegt.
Die Produktion im Bereich Farben kam durch den Krieg (drei Viertel der Absatzmärkte lagen im Ausland) fast zum Erliegen, daher schlossen sich 1916 die Farbenabteilungen des sogenannten Dreibunds (BASF, Bayer und Agfa) zusammen mit den Farbwerken Hoechst, Cassella, Kalle und Weiler-ter-Meer bei fortdauernder Selbstständigkeit der anderen Unternehmensbereiche zur erweiterten Interessengemeinschaft Farbenindustrie zusammen, um Forschung, Einkauf und Absatz zentral zu steuern. Der Gewinn wurde in eine gemeinsame Kasse gezahlt und nach einem Beteiligungsschlüssel verteilt (für Hoechst, Bayer und die BASF betrug die Quote je 24,82 %).
Nach dem Ersten Weltkrieg wurden die Produktionsanlagen der BASF von den Alliierten größtenteils demontiert und die Patente beschlagnahmt. Das Monopol auf viele von der BASF entwickelte Farbstoffe ging verloren. Trotzdem wurde die Produktion in den frühen 1920er Jahren schnell wiederaufgenommen, ohne dass sie ihre Marktführerschaft wiedererlangte. Es folgte eine Unternehmenskrise.

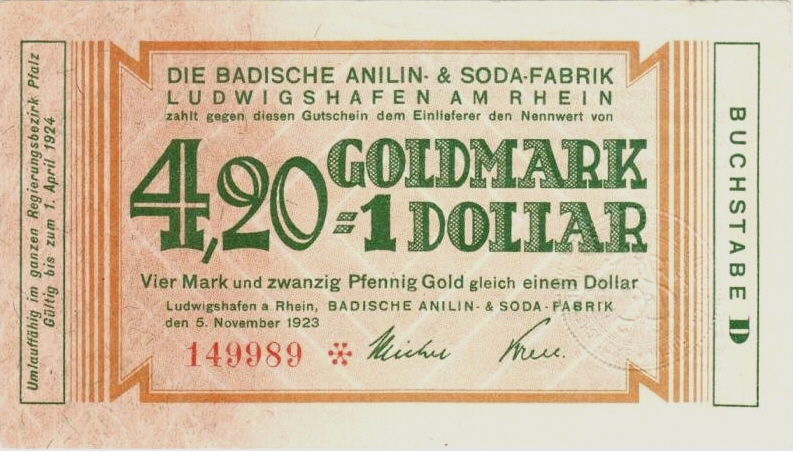
BASF-Notgeld („Anilindollar“) November 1923

Im Juli 1919 übernahm die BASF den ersten in Deutschland geschlossenen Tarifvertrag in der chemischen Industrie. Er sah die Reduzierung der Arbeitszeit auf acht Stunden pro Tag und die Schaffung eines Betriebsrates vor, der in der BASF erstmals 1920 gewählt wurde und ab 1922 Vertreter in den Aufsichtsrat des Unternehmens entsandte.
1921 wurde im Werk Leuna ein Streik von 2000 Arbeitern von Verbänden der Reichswehr und der Sicherheitspolizei niedergeschlagen. Am 21. September 1921 wurde bei einer katastrophalen Explosion das Oppauer Stickstoffwerk vernichtet, bei der 565 Menschen ihr Leben ließen und große Teile angrenzender Wohngebiete zerstört wurden.
Auf dem Höhepunkt der Inflation in der Weimarer Republik führte die BASF 1923 für ihre Mitarbeiter ein konzerneigenes Zahlungsmittel, den sogenannten „Anilindollar“, ein. Es sollte die Angestellten vor den Folgen der galoppierenden Geldentwertung schützen und etablierte sich für kurze Zeit als Ersatzwährung in der Region um Ludwigshafen.
Im selben Jahr gelang dem Chemiker Matthias Pier im Werk Ludwigshafen erstmals die Methanolsynthese, die bald in die Großproduktion übernommen wurde.

### I. G. Farben AG (1925–1952)

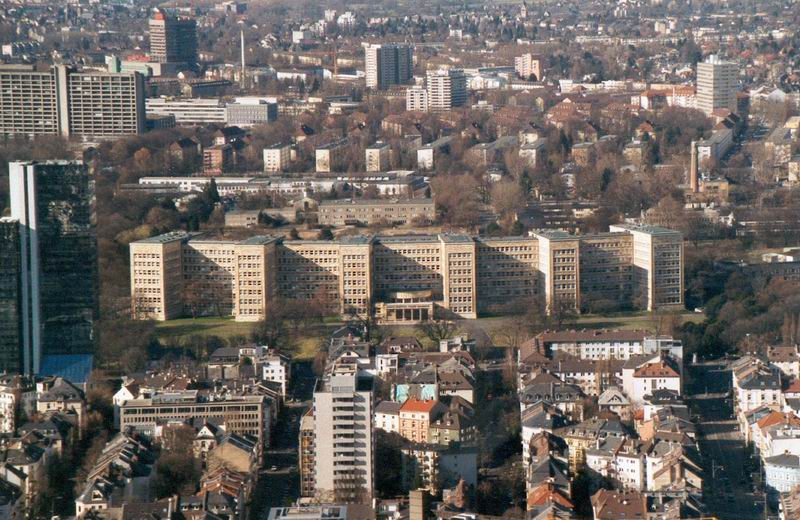
I.G.-Farben-Haus in Frankfurt heute

Aufgrund zunehmender wirtschaftlicher Schwierigkeiten und wachsender internationaler Konkurrenz vor allem durch die Vormachtstellung des amerikanischen Chemiekonzerns DuPont nahmen die bereits eng zusammenarbeitenden deutschen Chemiekonzerne 1923 konkrete Fusionsverhandlungen auf.
Am 14. November 1924 wurde die Gründung der I. G. Farben AG beschlossen. Die Farbwerke Hoechst AG sowie die Chemiefabriken Cassella und Kalle & Co. AG übertrugen am 21. November 1925 ihr gesamtes Vermögen auf die BASF AG. Auch Bayer, Agfa, Griesheim Elektron und Weiler-ter-Meer folgten. Daraufhin änderte die BASF am 2. Dezember 1925 ihren Namen in I. G. Farbenindustrie AG und verlegte ihren Sitz nach Frankfurt am Main. Der Vorstand des neuen Unternehmens umfasste 83 Personen, Carl Bosch übernahm den Vorsitz und Carl Duisberg wurde Aufsichtsratsvorsitzender. Das Grundkapital der I. G. Farben AG betrug 1,1 Milliarden RM, die Mitarbeiterzahl lag 1924 bei etwa 80.000, es war das größte Chemieunternehmen dieser Zeit.
In der Folge begann das Unternehmen, vor allem aufgrund der prosperierenden Automobilindustrie, ab 1926 mit der Kohlehydrierung (nach dem Bergius-Pier-Verfahren) zur Herstellung von Benzin. 1930 gelang bei der Kautschuk-Synthese der Durchbruch, der Kautschuk „Buna“, der einer der ersten synthetischen Kautschuke war, wurde hergestellt. Da für diese Produkte sehr viel Energie benötigt wurde, verlagerte die I.G. Farben ihre Produktion zunehmend in das Mitteldeutsche Braunkohlerevier und die Leuna- und Buna-Werke wurden zum Zentrum des Unternehmens. In den 1930er Jahren war der I. G.-Farben-Konzern weltweit führend in der Stickstoffchemie (Synthese von Ammoniak nach dem Haber-Bosch-Verfahren), der damit möglichen Herstellung von Harnstoff und des 1927 eingeführten Volldüngers „Nitrophoska“. Die Ammoniaksynthese ermöglicht auch die Synthese von Salpetersäure, aus der Ammoniumnitrat oder Pikrinsäure für Sprengstoffe hergestellt werden kann. So konnte auf die Einfuhr von Salpeter verzichtet werden. Weitere wichtige Geschäftsbereiche waren Teerfarbstoffe und die Erzeugung von Polyethylen („Lupolen“) sowie Chemiefasern: Paul Schlack entwickelte 1938 das Polyamid „Perlon“ als Konkurrenz zu dem 1935 vom US-amerikanischen Chemiekonzern DuPont patentierten „Nylon“.
Im Jahre 1930 zog die Zentrale der I. G. Farben in das neue I. G.-Farben-Haus, das nach dem Entwurf des Architekten Hans Poelzig von 1928 bis 1930 in Frankfurt errichtet worden war. Bis in die 1950er Jahre galt das Gebäude, dessen Baukosten rund 24 Millionen Reichsmark betragen hatten, als eines der modernsten und größten in Europa.

#### Zeit des Nationalsozialismus

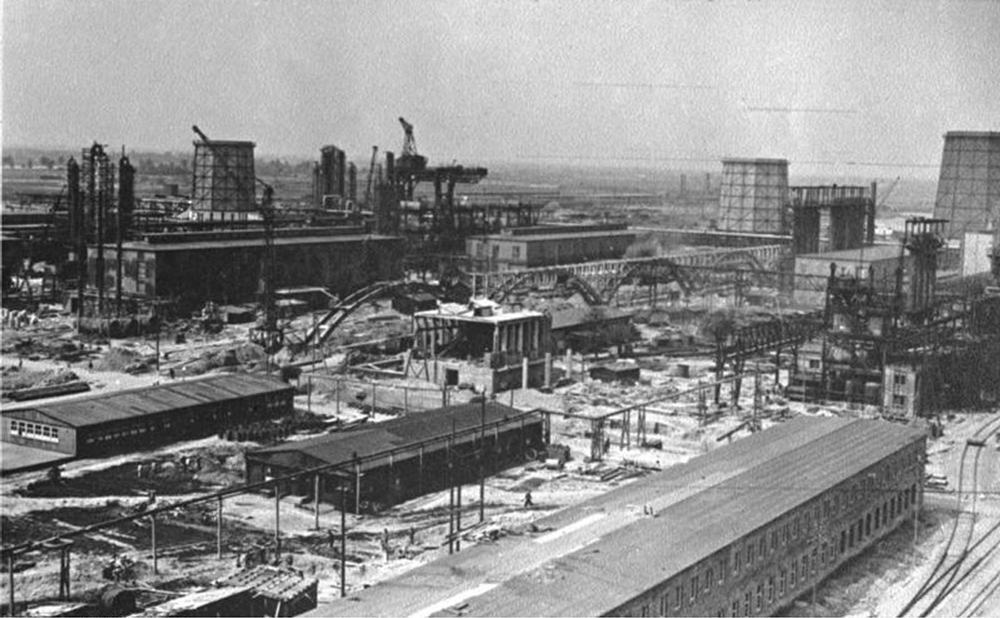
I.G. Farbenwerke Auschwitz, 1942

In der Anfangszeit konnte die I. G. Farben – im Gegensatz zu vielen anderen deutschen Großunternehmen dieser Zeit – unternehmerisch frei agieren. Ihre Aktien waren breit gestreut und nicht im Besitz deutscher Großbanken oder eines Großaktionärs. Dies änderte sich nach der Machtübernahme der Nationalsozialisten 1933, als die I.G. Farben zunehmend unter politischen Einfluss geriet und zu einem Staats- und Kriegskonzern umgebaut wurde.
Die AEG und die I. G. Farben beschlossen 1932 eine Zusammenarbeit auf dem Gebiet der magnetischen Tonaufzeichnung. Das Werk Ludwigshafen sollte das Magnetband entwickeln, für das Bandgerät war die AEG zuständig. Die ersten 50.000 Meter Tonband wurden 1934 ausgeliefert und die AEG stellte ihr erstes Tonbandgerät „Magnetophon K1“ im August 1935 auf der 12. Großen Deutschen Funk-Ausstellung in Berlin vor.
Nach dem 1935 von Kodak präsentierten Kodachrome-Film stellte 1936 als weltweit zweiter Hersteller die Agfa, welche die Sparte III (Photochemie) der I. G. Farben repräsentierte, 1936 ihren Dreischichtfarbfilm „Agfacolor Neu“ vor.
Nach Kriegsbeginn 1939 produzierte die I. G. Farben für die Kriegswirtschaft und unterstützte die Rekrutierung von NS-Zwangsarbeitern und Fremdarbeitern und die Ausbeutung von KZ-Häftlingen. Ab 1941 baute das Unternehmen in der Nähe der polnischen Ortschaft Monowitz eine Fabrik zur Produktion des synthetischen Kautschuks Buna, der die deutsche Rüstungsindustrie von importiertem Naturkautschuk unabhängig machen sollte, wozu ein riesiges Arbeitslager errichtet wurde. Dieses Lager Buna/Monowitz war ein Nebenlager des Lagerkomplexes Auschwitz.
Ab 1941 erfolgte die erste Produktion von magnetischen Tonbändern in der Agfa Filmfabrik Wolfen der I. G. Farben. Im Herbst 1941 wurde in Auschwitz erstmals das für die Schädlingsbekämpfung hergestellte Blausäurepräparat Zyklon B zur Tötung von Menschen getestet, das von der Degesch (Deutschen Gesellschaft für Schädlingsbekämpfung), an der die I. G. Farben mit 42,5 % beteiligt war (restliche Anteile: Degussa mit ebenfalls 42,5 % und die Th. Goldschmidt AG in Essen mit 15 %), produziert wurde und ursprünglich zur Entwesung von Kleiderläusen dienen sollte. In der Folgezeit wurde das Giftgas in den Gaskammern von Auschwitz zur industriell organisierten Massenermordung mehrerer Millionen Menschen eingesetzt; in Majdanek, Sachsenhausen, Ravensbrück, Stutthof, Mauthausen und Neuengamme wurde Zyklon B zur industriell organisierten Massenermordung von Häftlingen missbraucht.

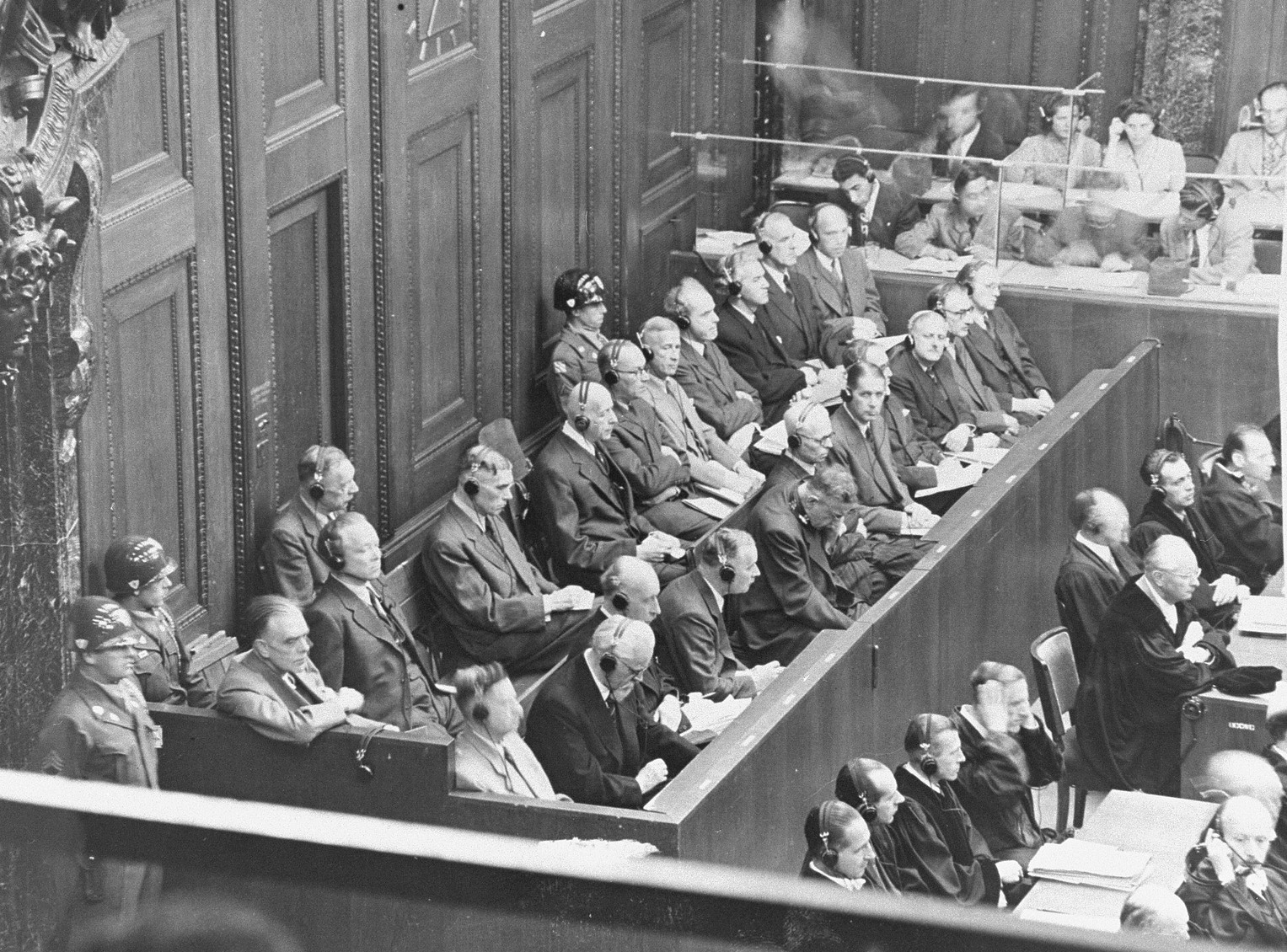
Die Angeklagten im I.G.-Farben-Prozess in Nürnberg, Aufnahme vom 27. August 1947

Am 26. März 1945 besetzten alliierte Truppen das Werk in Ludwigshafen, das bereits durch Bombenangriffe weitgehend zerstört war.

#### Alliierte Besatzungszeit

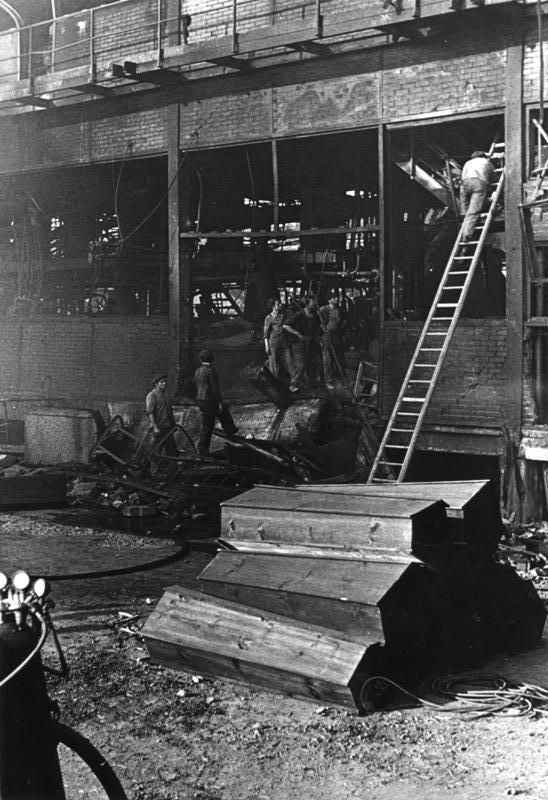
Suchtrupps 1948 nach der Kesselwagenexplosion

Nach 1945 beschlagnahmten die vier Besatzungsmächte das gesamte Konzernvermögen. In der sowjetischen Besatzungszone wurden die Werke (insbesondere Leuna und Buna) zur Reparation demontiert oder verstaatlicht. Im November 1945 verfügte der Alliierte Kontrollrat die Kontrolle und Auflösung der I.G. Farben. Aufgrund der guten Geschäftsbeziehungen des Konzerns vor allem mit der amerikanischen Exxon und dem Chemiekonzern DuPont, mit dem seit Beginn der 1930er Jahre eine Überkreuzverflechtung bestand, wurde die vollständige Zerschlagung der I. G. Farben in den westlichen Besatzungszonen nicht konsequent verfolgt. 1947/48 wurden vor einem amerikanischen Militärtribunal 23 leitende Vertreter der I. G. Farben im so genannten I.G.-Farben-Prozess angeklagt, 13 von ihnen wurden zu Haftstrafen verurteilt.
Am 28. Juli 1948 kam es zu einer verheerenden Kesselwagenexplosion im Ludwigshafener Werk, bei der 207 Menschen ihr Leben verloren und etliche verletzt wurden.
1950 verfügten die Alliierten in den Westzonen die Entflechtung der I. G. Farben. Am 30. Januar 1952 entstanden hieraus die folgenden elf Unternehmen: Agfa, BASF, Cassella GmbH, Chemische Werke Hüls AG, Bayer AG, Hoechst AG, Duisburger Kupferhütte AG, Kalle & Co. AG, Dynamit AG, Wasag Chemie AG und Mainkur AG. Am 1. Januar 1952 trat die I. G. Farben AG in Liquidation und nannte sich I. G. Farbenindustrie AG i. L., nur sie ist rechtlicher Nachfolger der I. G. Farben.

### Badische Anilin- & Soda-Fabrik Aktiengesellschaft (1952–1973)

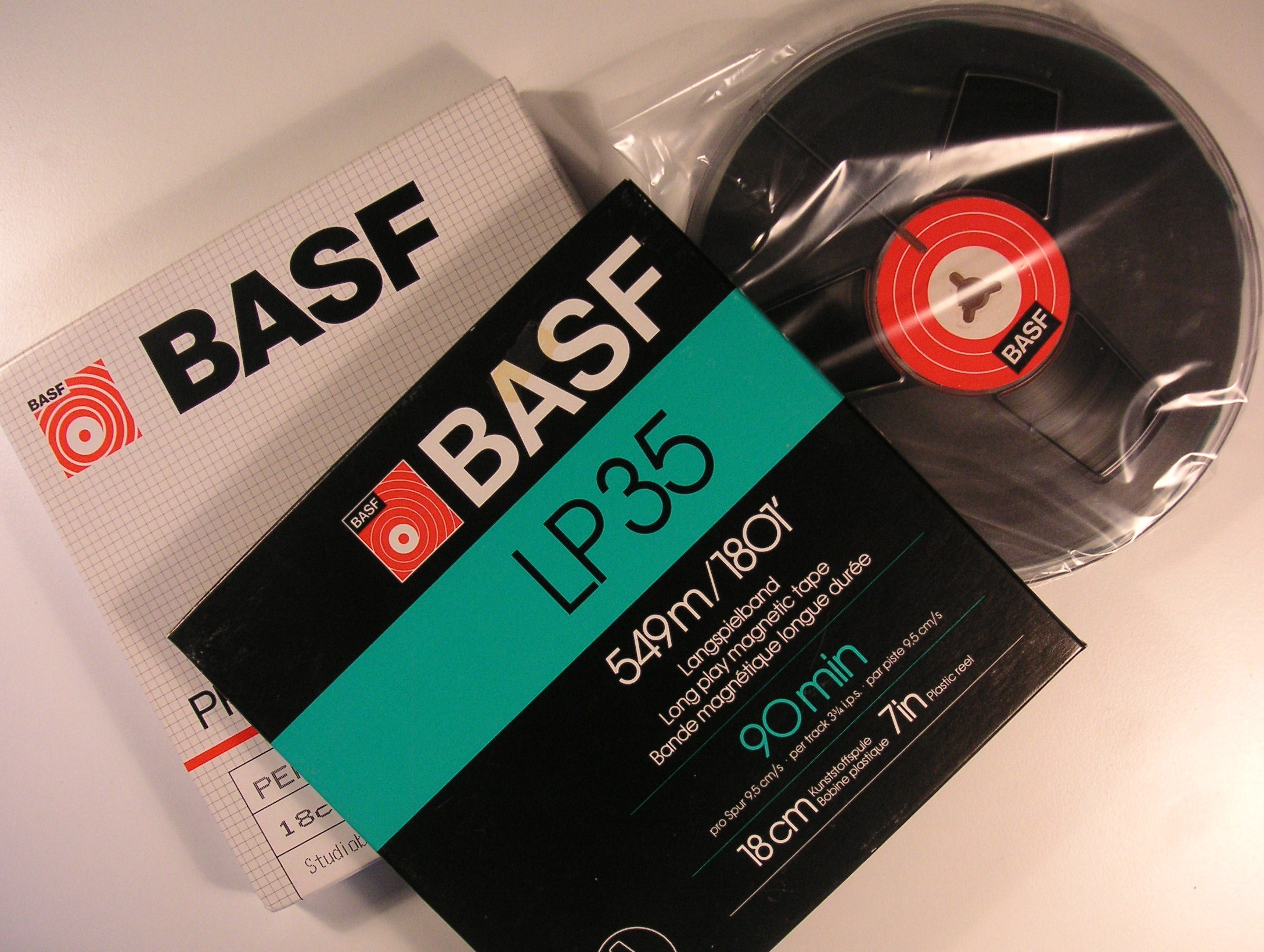
BASF Magnetband 1970–1980

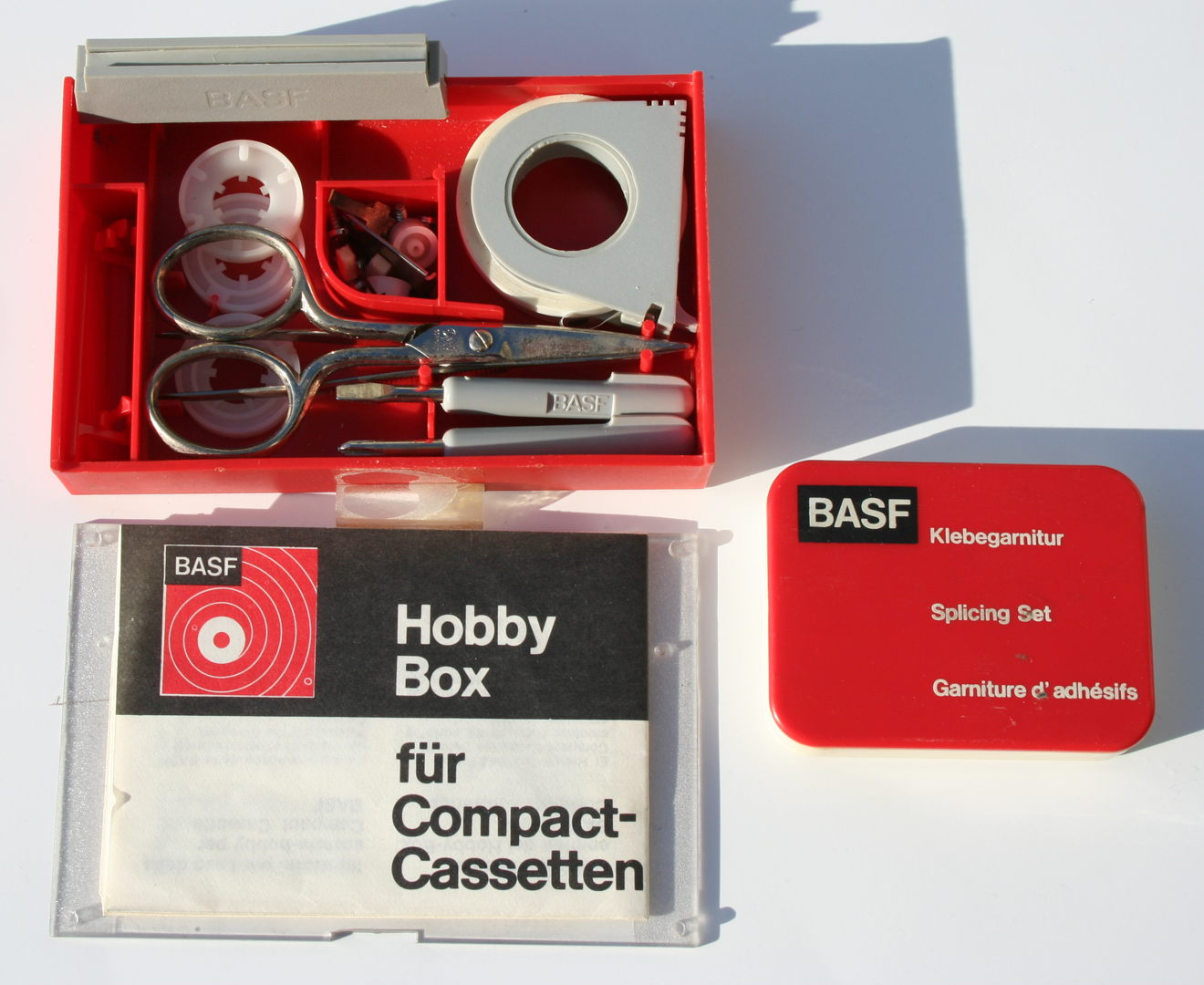
Reparaturset und Ersatzteile für Compact-Cassetten

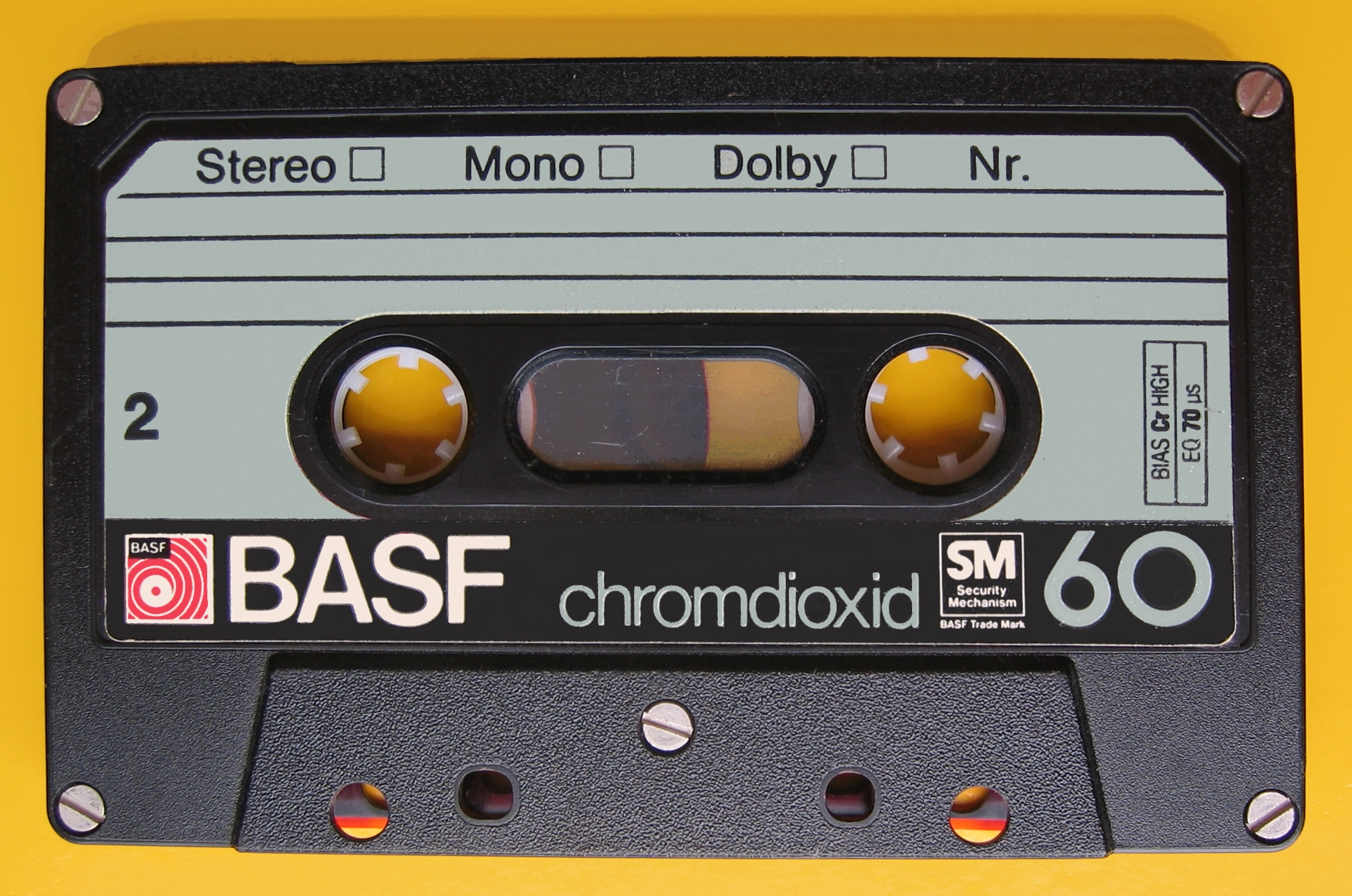
88 m x 3,81 mm Band – BASF 60 Min. Compact Cassette mit SM

Bereits im Mai 1945 wurde die Produktion im Ludwigshafener Werk, dessen Produktionskapazität noch ein Drittel des Leistungsvermögen des Jahres 1943 betrug, unter amerikanischer Kontrolle langsam wieder aufgenommen. 1952 – nach der Neugründung als Badische Anilin- & Soda-Fabrik Aktiengesellschaft im Januar mit einem Nominalkapital von 100.000 Deutsche Mark – war bis in die Mitte der 1950er Jahre noch offen, ob die deutschen Alternativen zur Petrochemie, beispielsweise das Reppe-Verfahren der BASF mit Karbid und Acetylen, konkurrenzfähig bleiben würden. Es zeichnete sich aber bereits ein Trend zur Herstellung von Kunststoffprodukten ab. Bereits 1951 wurde im Werk Ludwigshafen das Styropor (Schaumpolystyrol), das als Isoliermaterial im Bau und in der Verpackungstechnik häufig Verwendung findet, entwickelt. Außerdem produzierte die BASF das PA 6 Perlon (von den I. G. Farben entwickelt) beziehungsweise Nylon (PA 6.6 1935 von DuPont entwickelt), Polyethylen und Polyvinylchlorid. 1952 schloss die BASF mit Shell ein Abkommen zum Bau der Rheinischen Olefinwerke (ROW, später fusioniert zur Basell) in Wesseling, die ab 1955 die Produktion aufnahm.
In den 1950er und 1960er Jahren begann die BASF mit dem systematischen Aufbau von Produktionsstätten im Ausland. So entstanden Anlagen im europäischen Ausland (vor allem in Frankreich, Belgien, Großbritannien und Spanien), Amerika (vor allem Vereinigte Staaten, aber auch in Mexiko, Argentinien und Brasilien) sowie in Japan und Australien. Einen Schwerpunkt bildete hierbei der Produktionsstandort Antwerpen in Belgien, der zum zweitgrößten europäischen Standort des Unternehmens wurde. In Texas, USA, wurde die Dow Badische Chemical Company als Gemeinschaftsunternehmen mit Dow Chemical gegründet.
Durch einen Unfall wurden 1953 in einer Produktionsstätte im Werk Ludwigshafen 55 Personen dem Giftstoff 2,3,7,8-Tetrachlordibenzodioxin ausgesetzt. Sie erkrankten an Chlorakne und wurden zum Teil lebensgefährlich verletzt. Die Produktion in diesem Werksteil wurde in der Folgezeit zunächst wiederaufgenommen, nach einem dioxinbedingten Todesfall jedoch eingestellt und die Produktionsstätte gesperrt. 1968 wurde das Gebäude unter großen Sicherheitsvorkehrungen abgerissen.
Von 1954 bis 1957 wurde auf dem Gelände des Werks Ludwigshafen das Friedrich-Engelhorn-Hochhaus, die neue Verwaltungszentrale der BASF, errichtet und war zu diesem Zeitpunkt das erste Hochhaus und höchste Gebäude in Deutschland. Obwohl es als Industriedenkmal unter Denkmalschutz stand, konnte die BASF den Abriss des Hochhauses wegen Bauschäden und Asbestproblemen durchsetzen und ließ es 2014 abreißen. Da eine Sprengung wegen einer möglichen Gefährdung der nahegelegenen chemischen Produktionsanlagen nicht in Frage kam, wurde es Stockwerk um Stockwerk abgetragen und sollte ab 2016 durch eine Neukonstruktion ersetzt werden.
Ab Mitte der 1960er Jahre war das Unternehmen bestrebt, seine Produktionspalette verstärkt um verbrauchernahe und höherveredelte Erzeugnisse zu erweitern. Hierzu wurde 1965 mit der Glasurit-Werke M. Winkelmann AG eines der größten Unternehmen der europäischen Lackindustrie übernommen. Der Bereich Lacke (heute BASF Coatings GmbH) wurde 1967 durch die Dr. Beck & Co. AG, Spezialist für Isolierlacke und Isolationswerkstoffe für die Elektroindustrie, und 1968 durch eine Mehrheitsbeteiligung an der Herbol-Werke Herbig Haarhaus AG ergänzt.
Ein weiterer endverbrauchernaher Bereich wurde 1966 durch die Eröffnung der Magnetbandfabrik in Willstätt bei Kehl erschlossen, die Audio- und Videokassetten, Speichermedien für die EDV sowie Druckplatten für das graphische Gewerbe herstellte.
1965 erwirtschaftete der Konzern einen Umsatz von 4,05 Milliarden DM und beschäftigte 56.000 Mitarbeiter.
Zusätzlich begann die BASF mit dem Aufbau eines eigenen Pharmabereichs. Zuvor war das Unternehmen nur als Lieferant von Vorprodukten für die pharmazeutische Industrie tätig. 1968 erwarb sie die Nordmark-Werke GmbH in Hamburg (das 1927 gegründete Unternehmen produziert Medikamente gegen Störungen des Zentralnervensystems, Blut-, Herz- und Kreislaufveränderungen und Infektionskrankheiten).
1969 übernahm die BASF die Wintershall AG aus Kassel (Umsatz 1965: 1,24 Milliarden DM), und sicherte somit ihre inländische Rohstoffversorgung ab. 1970 wurden die Produktionsstätten der Wintershall AG mit der Salzdetfurth AG und der Burbach-Kaliwerke AG in die neu gegründete Kali und Salz GmbH in Kassel eingebracht, an der die BASF fortan die Aktienmehrheit hielt. Zudem erwarb sie zur Stärkung des USA-Geschäfts die Wyandotte Chemicals Corporation aus Wyandotte, Michigan (USA), einen bedeutenden Hersteller der chemischen Grundprodukte Ethen- und Propylenoxid sowie von Polyurethan. 1970 wurde zusammen mit Degussa in dem Gemeinschaftsunternehmen Ultraform GmbH die Produktion von Acetal-Copolymerisat aufgenommen.

### BASF Aktiengesellschaft (1973–2001)

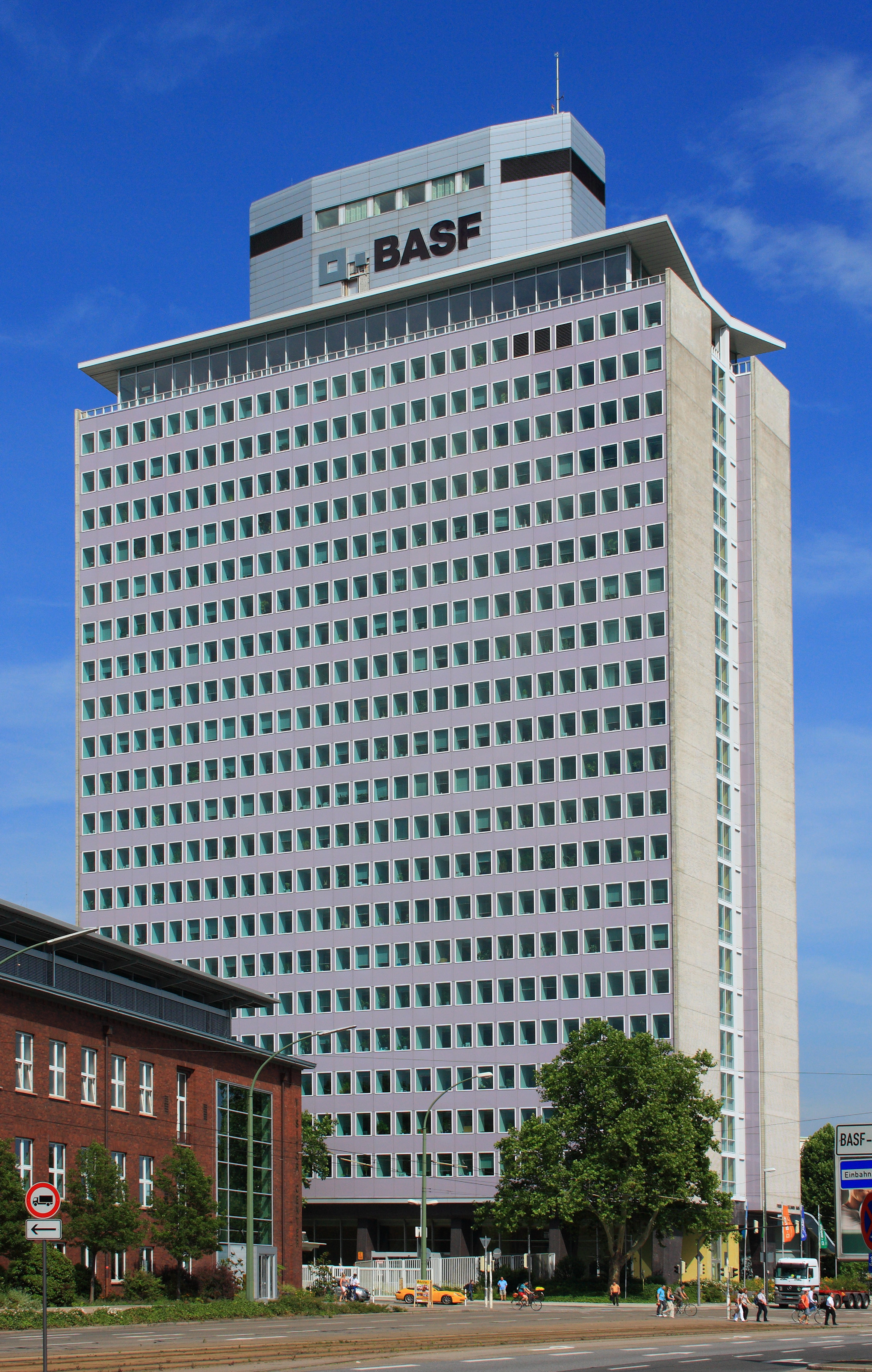
Friedrich-Engelhorn-Hochhaus

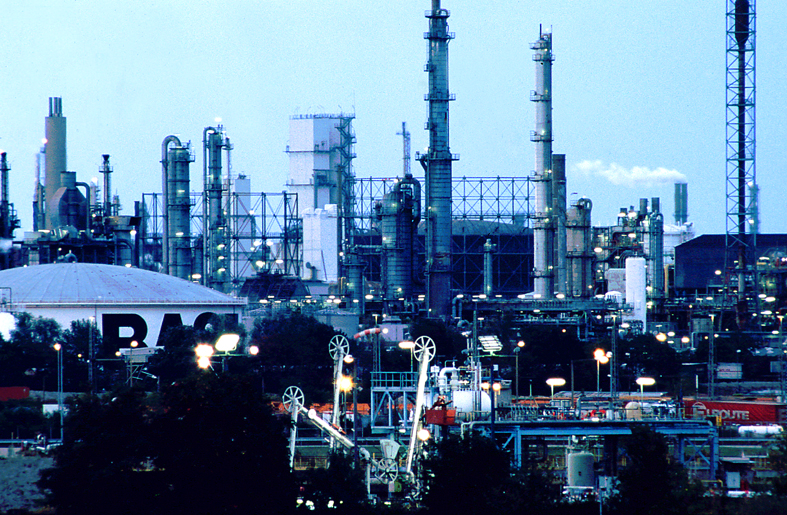
Blick auf das Werk von Norden

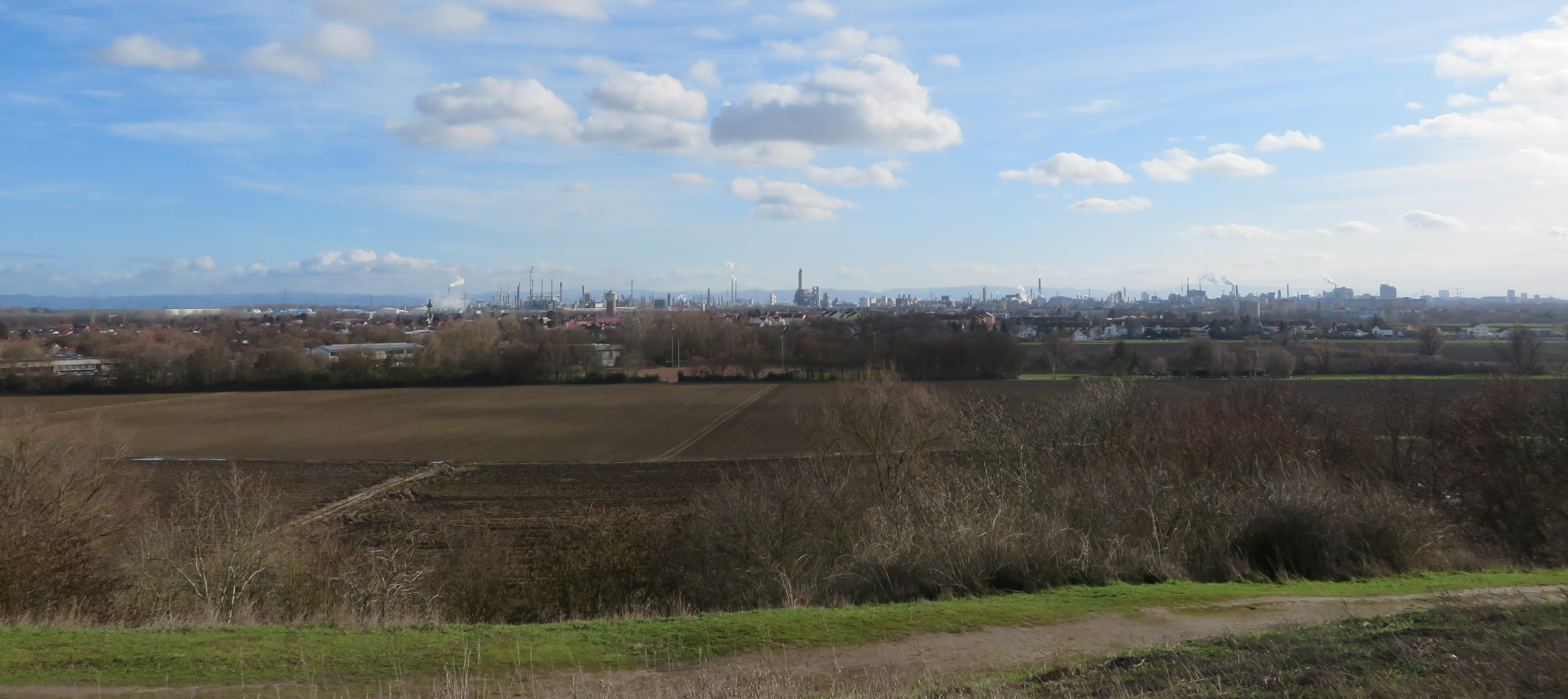
Blick von Westen auf das Panorama

1972 wurde das bisher unter Badische Anilin und Soda Fabrik Aktiengesellschaft firmierende Unternehmen auch offiziell unter der geläufigen Kurzform BASF Aktiengesellschaft ins Handelsregister eingetragen.
Zur Stärkung des Pharma-Sektors übernahm das Unternehmen 1975 die Mehrheit an der Knoll AG in Ludwigshafen. 1982 wurde die Knoll AG eine 100 %-Tochter. Während der 1970er Jahre kam es über das Gemeinschaftsunternehmen Rheinischen Olefinwerken GmbH in Wesseling bei der Herstellung des Kunststoffes Polypropylen zu einer umfangreichen Kooperation mit Shell. 1977 ging im Werk Ludwigshafen die weltgrößte Anlage zur Herstellung von Acrylsäure, einem wichtigen Vorprodukt unter anderem zur Klebstoffproduktion, in Betrieb. Die BASF wurde dadurch zum Marktführer auf diesem Gebiet. Die Dow Badische Chemical Company wurde 1978 zu 100 % übernommen.
Zur weiteren Diversifizierung wurde 1982 das BASF-Riechstoffsortiment entwickelt. In Ludwigshafen wurden nun nach eigenem Verfahren Citronellal, Citronellol und Hydroxycitronellal hergestellt, die als Grundlage für Seifen und Waschmittel dienen. Im selben Jahr übernahm die BASF von dem dänischen Unternehmen Grindsted die Vitaminproduktionen zur Stärkung des Pharmabereichs.
Ab 1975 stieg die BASF in ein weiteres neues Geschäftssegment ein: Unter dem eigenen Markennamen wurden Minikomputer (Linie 7100) und Großrechner und zugehörige Peripheriegeräte, hauptsächlich des Herstellers Hitachi (aber auch andere, wie Magnetbandlaufwerke von STC) verkauft, die zum System/370 des Marktführers IBM-kompatibel waren. Bereits 1988 brachte die BASF nach einem Strategiewechsel diese Aktivitäten in das Gemeinschaftsunternehmen Comparex ein und stieg später ganz aus dieser Beteiligungsgesellschaft aus.
Der Bereich Pflanzenschutzmittel (heute BASF Crop Protection) brachte 1983 das Gräserherbizid Poast auf den Markt, das vorwiegend bei Soja und Baumwolle eingesetzt wird. Im Jahr 1984 wurde die BASF über ihre Tochter Elastogran GmbH erstmals in Osteuropa aktiv. Zusammen mit ungarischen Partnern gründete sie die Kemipur GmbH, die Polyurethan-Komponenten produziert.
1985 wurde das Nordamerikageschäft durch den Erwerb der Faserverbundwerkstoffproduktion von Celanese (American Enka) verdoppelt. Die Faseraktivitäten der BASF wurden nun ganz auf den nordamerikanischen Kontinent konzentriert. Nach dem Erwerb des amerikanischen Lackherstellers Inmont Corporation wurde das gesamte Amerikageschäft neu strukturiert und alle Teilbereiche in der neuen Gruppengesellschaft BASF Corporation zusammengefasst.
1989 wurde die Umweltzentrale des Werkes Ludwigshafen in Betrieb genommen, mit ihr werden Emissionswerte der Fabrik überprüft und die Kühlwasserabläufe in den Rhein beobachtet.
In den 1990er Jahren wurde die BASF unter dem Vorstandsvorsitzenden Jürgen Strube zunehmend weiter internationalisiert und die Aktivitäten des Konzerns auf die Kerngeschäftsfelder Chemikalien, Kunststoffe, Veredelungsprodukte, Pflanzenschutz und Ernährung sowie Öl und Gas konzentriert. Ein erster Schritt stellte die Aufnahme des Handels mit der BASF-Aktie an der Börse Tokio am 27. November 1990 dar.
Ebenfalls 1990 wurden die Magnetband-Aktivitäten der Agfa-Gevaert-Gruppe übernommen und das Geschäft mit Magnetprodukten neu geordnet. Produktion und Vertrieb der Bänder, Kassetten und Disketten wurden in die neue Tochtergesellschaft BASF Magnetics GmbH eingebracht. Außerdem übernahm die BASF das Synthesewerk Schwarzheide AG in der Niederlausitz von der Treuhandanstalt. Es wurde als neue BASF-Tochter unter dem Namen BASF Schwarzheide GmbH geführt. Es stellt vorwiegend Polyurethan-Grundprodukte her und wurde in den folgenden Jahren stark ausgebaut.
Das Tochterunternehmen Wintershall Holding AG schloss im Herbst 1990 mit dem damals sowjetischen, ab dem Folgejahr russischen Konzern Gazprom einen Vertrag über die Erdgaslieferung. Weitere langfristige Lieferverträge mit Gazprom folgten ab 1994. Dies führte zum Bau neuer Erdgasinfrastruktur (Mitte-Deutschland-Anbindungsleitung (MIDAL), Sachsen-Thüringen-Erdgasleitung (STEGAL) sowie den Erdgasspeicher Rehden) für insgesamt 4 Milliarden DM. Der gemeinsame Vertrieb von Erdgas wird über die Wingas GmbH mit Sitz in Kassel abgewickelt, die sich zunächst zu 65 % im Besitz von Wintershall und zu 35 % im Besitz von Gazprom befanden.
An ihrem Standort in Antwerpen nahm die BASF 1994 den damals weltweit größten Steamcracker in Betrieb, dessen Errichtung 1,3 Milliarden DM kostete. 1996 wurde die Expansion nach Ostasien fortgesetzt. Zusammen mit dem malaiischen Staatsunternehmen Petronas wurde eine der weltweit größten Anlagen zur Produktion von Acrylmonomeren eingeweiht. Im Forschungsbereich Crop Protection gelang mit dem Mehltau-Fungizid Brio der Durchbruch zu einer völlig neuen fungiziden Wirkstoffklasse, den Strobilurinen.
Im Jahr 1997 führten die BASF und Hoechst ihr Polypropylen-Geschäft in dem Gemeinschaftsunternehmen Targor zusammen. Außerdem wurde die BASF Magnetics GmbH an die koreanische Unternehmensgruppe KOHAP Inc. veräußert, welche die Datenträgerproduktion unter dem Namen Emtec Magnetics weiterführte. Zusammen mit Shell gründete die BASF die Elenac als Gemeinschaftsunternehmen zur Polyethylenproduktion. Ein Jahr später ging im Werk in Port Arthur der weltweit größte Steamcracker in Betrieb.
Im Jahr 1999 beschlossen die BASF und Shell, die Unternehmen Elenac, Targor und Montell in einem paritätischen Joint Venture zusammenzuführen. Dieses neue Unternehmen, das vorwiegend Polyolefine produziert, bekam den Namen Basell N. V. und sitzt in Hoofddorp in den Niederlanden. Im Mai 2005 wurde die Basell N. V. für 4,4 Milliarden Euro an die amerikanische Holdinggesellschaft Access Industries Inc. verkauft.
Im Februar 1999 zahlte die BASF in den Fonds der Stiftungsinitiative der deutschen Wirtschaft, der zur Hälfte die Stiftung „Erinnerung, Verantwortung und Zukunft“ finanzierte, 110 Millionen DM als Entschädigung für die Verwicklung in die Verbrechen des Dritten Reichs.
Im Jahr 2000 übernahm die BASF für 3,8 Milliarden $ das Pflanzenschutzgeschäft der American Home Products Corporation und verdoppelte damit den Umsatz der Sparte Pflanzenschutzmittel, der im Jahr 2003 noch durch die Übernahme eines Teils der Pflanzenschutzproduktion von Bayer für 1,2 Milliarden Euro verstärkt wurde. Der Bereich Lebensmittelchemie wurde durch den Erwerb des Vitamingeschäfts der Takeda Chemical Industries Ltd. aus Japan erweitert. Die BASF wurde damit zum zweitgrößten Vitaminhersteller der Welt. Ebenfalls im Jahr 2000 legte die BASF ihre Textilfarben-Aktivitäten mit denen der DyStar, einem Joint-Venture zwischen Bayer und Hoechst, zusammen (Hoechst und Bayer hielten je 35 %, die BASF 30 %). Zur gleichen Zeit wurde auch der US-amerikanische Superabsorberhersteller Chemdal International Corporation übernommen, womit BASF eine führende Rolle in dieser Sparte einnahm.

### BASF Aktiengesellschaft (2001–2007)
Im März 2001 verkaufte die BASF im Zuge der Ausrichtung auf ihre Kernaktivitäten ihr Pharmageschäft an die Abbott Laboratories Inc. aus Illinois/USA. Im darauffolgenden Jahr wurde der Standort Antwerpen um die weltweit größte Produktionsanlage für Superabsorber erweitert. Die BASF stärkte damit ihre Stellung als Weltmarktführer im Bereich Acrylsäure und Superabsorber. Bis 2003 verringerte die BASF ihre Beteiligung an der K+S AG (früher Kali und Salz GmbH) schrittweise auf 10 %.
2004 gab der Vorstandsvorsitzende Jürgen Hambrecht die Strategieplanung BASF 2015 aus. Mit ihr erfolgte eine Auffrischung und Vereinheitlichung der weltweiten Marktpräsenz mit einem leicht veränderten Logo und dem Motto BASF – The Chemical Company. Die Beteiligung an dem Joint Venture Dystar wurde an den amerikanischen Investor Platinum Equity veräußert.
Im September 2005 nahm der Standort Nanjing, der für 2,9 Milliarden Euro errichtet wurde, die Produktion auf. Hier werden vorwiegend Styrol, Polystyrol, Ethen und Propen hergestellt. Der neue Standort stellt nach Ludwigshafen und Antwerpen das drittgrößte Werk der BASF dar.
Im März 2006 übernahm die BASF die Bauchemieaktivitäten der Degussa AG für 2,7 Milliarden Euro. Die Akquisition wurde am 1. Juli abgeschlossen und umfasst Produktionsstandorte und Vertriebszentren in über 50 Ländern sowie ein Forschungs- und Entwicklungszentrum in Trostberg/Deutschland. Rund 7400 Mitarbeiter wurden von Degussa übernommen. Der Umsatz der Degussa Bauchemie lag 2005 bei fast zwei Milliarden Euro.
Anfang des Jahres hatte die BASF bereits mit einer als feindlich empfundenen Übernahmeofferte an die amerikanische Engelhard Corporation begonnen. Nachdem das ursprüngliche Angebot von 37 $ auf 39 $ je Aktie erhöht wurde, stimmte der Vorstand der Engelhard Corp. nach anfänglichem massiven Widerstand der Übernahme zu, die die BASF 4,8 Milliarden $ (3,8 Milliarden Euro) gekostet hat. Der Erwerb der Engelhard Corp. stellt die bislang größte Übernahme der Unternehmensgeschichte dar. Die Akquisition im Katalysatorenmarkt umfasst 50 Produktionsstandorte und 22 Forschungs- und Entwicklungszentren in über 20 Ländern. Rund 7.300 Engelhard-Mitarbeiter kamen zur BASF-Gruppe. Engelhard erzielte 2005 Umsätze von 4,6 Milliarden $.
Am 1. Juli 2006 verkündete die BASF den Erwerb des US-Harzspezialisten Johnson Polymer für 470 Millionen $ (379 Millionen Euro). Die Akquisition ergänzte das BASF-Portfolio von High-Solids- und UV-Harzen für die Lack- und Farbenindustrie um die wasserbasierte Technologie. Mit dem Kauf wollte die BASF ihre Marktstellung in Nordamerika verbessern. Die Geschäfte des US-Unternehmens sollen in den BASF-Bereich Veredelungschemikalien integriert werden.
Im Oktober 2007 ging in Freeport (Texas), eine Superabsorberanlage in Betrieb, deren Kapazität die der Antwerpener Anlage zunächst um 50 % übertraf; jedoch wurde später die Produktion in Belgien auf dieselbe Menge wie in Freeport erweitert. US-amerikanische BASF-Betriebe in Aberdeen, Mississippi und Portsmouth, Virginia wurden in diesem Zuge geschlossen.

### BASF SE (seit 2008)
Am 26. April 2007 beschloss die Hauptversammlung der BASF Aktiengesellschaft eine Umwandlung der Rechtsform in eine Europäische Gesellschaft. Die Eintragung der Societas Europaea im Handelsregister mit dem Namen BASF SE erfolgte am 14. Januar 2008. Sitz des Unternehmens und der Hauptverwaltung soll weiterhin Ludwigshafen am Rhein sein.
Im November 2008 hat die BASF das Schweizer Spezialchemieunternehmen Ciba AG übernommen, im April 2009 wurde die Übernahme vollzogen und Ciba in den BASF-Konzern integriert. Die Ciba AG trat am Markt zunächst weiterhin unter eigenem Namen auf, bevor sie im März 2010 in BASF Schweiz AG umbenannt wurde.
Im Juni 2010 kaufte die BASF den ehemaligen Mitbewerber Cognis für 3,1 Milliarden Euro auf. Am 2. August selben Jahres wurden die Inhaberaktien in Namensaktien umgetauscht.
Am 17. Juni 2016 wurde bekanntgegeben, dass BASF das Spezialchemieunternehmen Chemetall GmbH für 3,2 Milliarden Dollar kauft. Die Transaktion wurde im Dezember 2016 abgeschlossen.
Am 17. Oktober 2016 kam es bei Arbeiten an einer Rohrleitungstrasse im Ludwigshafener Nordhafen, über den die gesamte Versorgung des Ludwigshafener BASF-Werks mit brennbaren Flüssiggasen läuft, zu einem Brand und mehreren Explosionen. Dabei starben vier Menschen; sieben weitere wurden schwer verletzt und 22 leicht. Ein Teil der chemischen Anlagen wurde vorübergehend heruntergefahren. Im September 2017 verstarb ein weiterer Mitarbeiter der Werkfeuerwehr an den Folgen seiner erlittenen Verletzungen.
Im Oktober 2017 wurde die Übernahme von Teilen des Saatgut- und Pflanzenschutzmittel-Geschäfts der Bayer AG (einschließlich des Liberty Link-Saatguts) für einen Preis von 5,9 Milliarden Euro bekanntgegeben. Zu der Transaktion kam es im Zusammenhang der Übernahme von Monsanto durch Bayer. Im April 2018 wurde die Vereinbarung um zusätzliche Unternehmensteile ergänzt, so dass der Gesamtpreis bei Abschluss der Transaktion im August 2018 bei 7,6 Milliarden Euro lag und Unternehmensteile mit 4500 Mitarbeitern umfasste.
Am 27. September 2018 wurde eine bindende Vereinbarung zur Fusion von DEA mit Wintershall bekanntgegeben. An der neuen Wintershall Dea hält die BASF zunächst 67 % und LetterOne 33 % der Anteile, unter Einbeziehung zusätzlicher Vorzugsanteile beträgt der Gesamtanteil der BASF 72,7 %. Ein Börsengang der Wintershall Dea wird weiterhin angestrebt, nachdem zwei Anläufe in den Jahren 2020 und 2021 wegen ungünstiger Rahmenbedingungen abgebrochen wurden.
Im Dezember 2019 vereinbarte BASF die Veräußerung des im Jahr 2006 von Degussa übernommenen Bauchemiegeschäfts an den US-Finanzinvestor Lone Star. Als Kaufpreis wurden 3,17 Milliarden Euro vereinbart. Der Abschluss der Transaktion erfolgte nach Zustimmung der Kartellbehörden zum 30. September 2020.
Das Service Center Railway der BASF ist ein in Deutschland genehmigtes öffentliches Eisenbahnverkehrsunternehmen.

## Geschäftstätigkeit
Das Geschäft von BASF besteht aus sechs Segmenten mit elf Unternehmensbereichen:
- Chemicals – Chemikalien
  - Petrochemicals – Petrochemikalien
  - Intermediates – Zwischenprodukte
- Materials – Materialien
  - Performance Materials – Hochleistungsmaterialien
  - Monomers – Monomere
- Industrial Solutions – Industrielle Lösungen
  - Dispersions & Resins – Dispersionen und Harze
  - Performance Chemicals – Spezialchemikalien
- Surface Technologies – Oberflächentechnologien
  - Catalysts – Katalysatoren
  - Coatings – Beschichtungen
- Nutrition & Care – Ernährung und Pflege
  - Care Chemicals – Pflegechemikalien
  - Nutrition & Health – Ernährung und Gesundheit
- Agricultural Solutions – Agrarlösungen

Im Jahr 2021 erzielte die BASF 17 % ihres Umsatzes (13,6 Milliarden Euro) mit Chemikalien (Segment Chemicals). Dieses Segment umfasst einerseits Petrochemie-Produkte (Petrochemicals) wie Ethen, Propen, technische Gase (Argon, Kohlensäure, Wasserstoff, Stickstoff) und Weichmacher. Andererseits gehören zu diesem Segment Zwischenprodukte (Intermediates) für die Pharma-, Bau-, Textil- und Automobilindustrie sowie für andere Bereiche des BASF-Konzerns.
Das Segment Materials erwirtschaftete 19 % des Umsatzes (15,2 Milliarden Euro) des Unternehmens. Zu den Produkten dieses Unternehmensteils zählen
- Hochleistungskunststoffe (technische Kunststoffe, Polyurethane, Schaumstoffe und Biopolymere), für Automobile, Schuhe, Elektronik oder als Dämmstoff an Gebäuden
- Polyamide und Polyamid-Zwischenprodukte, für Automobile, Verpackung und Bekleidung
- Monomere, z. B. AdBlue, Alkoholate für Biodiesel und Basischemikalien wie Chlorwasserstoff, Salzsäure, Salpetersäure, Soda sowie Schwefelsäure.

Industrial Solutions trugen 11 % (8,9 Milliarden Euro) zum Umsatz bei. Dieses Unternehmenssegment stellt Kraft- und Schmierstofflösungen, Einsatzstoffe für Farben und Lacke (z. B. Kaolin) sowie Kunststoffadditive her.
29 % (22,7 Milliarden Euro) des Umsatzes der BASF entfielen auf Produkte und Dienstleistungen des Segmentes Surface Technologies wie Abgaskatalysatoren für Automobile, Materialien für Lithium-Ionen-Batterien, Fahrzeug- und Autoreparaturlacke, Bautenanstrichmittel sowie Oberflächentechnik für Metall-, Plastik- und Glassubstrate.
Im Segment Nutrition & Care erzielte das Unternehmen 8 % (6,4 Milliarden Euro) seines Umsatz mit Inhaltsstoffen für Nahrungsmittel (Aromen, Omega-3-Fettsäuren, Enzyme für Backwaren), für Pharmazeutika (Ibuprofen, Dexpanthenol) und für Pflegeprodukte (z. B. Tenside, Enzyme, wasserlösliche Polymere, Biozide, optische Aufheller, Stabilisatoren und Methansulfonsäure für Waschmittel, Superabsorber für Windeln und Düfte).
11 % des Umsatzes (8,2 Milliarden Euro) erwirtschaftete die BASF im Segment Agricultural Solutions mit Saatgut, Pflanzenschutzmitteln, Ureaseinhibitoren und Stickstoffstabilisatoren sowie Folien zum Einsatz in der Landwirtschaft.
Bis 2017 waren rund 4 Milliarden Euro Umsatz der Wintershall-Gruppe im Umsatz der BASF-Gruppe konsolidiert. Mit der Einbringung der Wintershall-Gruppe in das Gemeinschaftsunternehmen Wintershall Dea, an dem BASF 67 % der Stammaktien hält, entfiel dieser Umsatz.
In Europa wurden im Jahr 2021 39 % des Umsatzes (31,6 Milliarden Euro) erwirtschaftet. Auf Nordamerika entfielen 27 % (21,9 Milliarden Euro) und auf den Asiatisch-Pazifischen Raum ebenfalls 27 % (20,6 Milliarden Euro). Südamerika, Afrika und der Nahe Osten trugen 8 % (4,4 Milliarden Euro) bei.
Mit einem Handelsvolumen von 900.000 Flaschen im Jahr 2013 ist die BASF zudem einer der größten Weinhändler Deutschlands, siehe Weinkeller der BASF.

## Konzernüberblick

### Konzernstruktur
Seit Jahresbeginn 2019 ist die BASF in sechs Segmente mit insgesamt zwölf Unternehmensbereichen unterteilt. Diese tragen für ihren Bereich die unternehmerische Verantwortung und sind regional und global für die Steuerung der Unternehmensaktivitäten zuständig. 54 globale und regionale Geschäftseinheiten sind branchen- oder produktabhängig für den Vertrieb zuständig. Zum BASF-Konzern gehören insgesamt über 400 Unternehmen, davon mehr als 160 intern als A-Gesellschaften bezeichnete Tochter- und Gemeinschaftsunternehmen, die den Kern des Konsolidierungskreises ausmachen.

#### Die Hauptgeschäftsfelder und ihre Produkte
ChemikalienMit den Unternehmensbereichen Anorganika, Petrochemikalien und Zwischenprodukte. Zur Produktpalette gehören: petrochemische Grundprodukte (so Propen und Ethen), Weichmacher, Elektronikchemikalien, Leime, Harze, Amine, Diole, Vorprodukte für Farben, Fasern und Feinchemie.
KunststoffeMit den Unternehmensbereichen Performance Polymers und Polyurethane. Wesentliche Geschäftsfelder des früheren Unternehmensbereichs Styrolkunststoffe wurden zum 1. Januar 2011 ausgegliedert. Dabei haben BASF und INEOS Industries Holdings Limited, Lyndhurst, Großbritannien, ihre weltweiten Geschäftsaktivitäten in den Arbeitsgebieten Styrol-Monomere (SM), Polystyrol (PS), Acrylnitrilbutadienstyrol (ABS), Styrolbutadiencopolymere (SBC) und weitere Styrol-basierte Copolymere (SAN, AMSAN, ASA, MABS) sowie Copolymerblends in einem gemeinsamen Joint Venture mit dem Namen Styrolution zusammengeführt. Die Produkte sind Polystyrol, Schaumpolystyrol, PVC und durch die BASF Corporation synthetische Fasern. Das Geschäftsfeld wurde mit Wirkung ab Januar 2013 als eigenständiges Segment aufgelöst und auf die Segmente Chemikalien beziehungsweise Functional Solutions aufgeteilt. Seit Mai 2017 kooperiert BASF mit dem mexikanischen Unternehmen Essentium. Ziel dieser Kooperation ist die Herstellung leistungsstarker Kunststoffe für den industriellen FDM-3D-Druck.
VeredelungsprodukteMit den Unternehmensbereichen Dispersions & Pigments (Pigmente, Harze und Hilfschemikalien für die Coatings-Industrie, Polymere für Klebstoffe und die Bauindustrie), Care Chemicals (Produkte für die Bereiche Reinigung, Pflege und Hygiene, Tier- und Humanernährung und Pharma), Paper Chemicals (Binder, Prozesschemikalien, Kaolinpigmente) und Performance Chemicals (Chemikalien zur Herstellung und Veredelung von Leder und Textilien, Ölfeldchemikalien und Kraftstoffadditive für die Raffinerie- und Automobilindustrie).
Functional SolutionsMit den Unternehmensbereichen Catalysts (Katalysatoren), Construction Chemicals und Coatings. Sie entwickeln branchen- und kundenspezifische Produkte und Systemlösungen, insbesondere für die Automobil- und Bauindustrie (Fliesenkleber, Abdichtungs- und Dämmsysteme, Sport- und Industrieböden, Fahrzeug- und Industrielacke, Bauanstrichmittel).
Pflanzenschutz und ErnährungMit den Unternehmensbereichen Pflanzenschutz und Ernährung. Produkte: Herbizide, Insektizide und Fungizide, sowie Vitamine, Säuren und Pigmente. Ab Ende der 1990er Jahre begann die BASF, sich mit der Gründung der Forschungsplattform BASF Plant Science im Geschäftszweig Biotechnologie/Gentechnik zu engagieren. Über den Aufkauf von Firmen wie Metanomics in Berlin, SunGene in Gatersleben, Crop Design in Gent und DNA LandMarks in Quebec gelang es dem Konzern schnell, sich Know-how anzueignen. Von herausragender Bedeutung sind die Kooperationen mit Biotechnologieunternehmen wie Bayer CropScience und Monsanto. Die BASF unterhält weltweit 1900 Kooperationen mit Universitäten und Forschungsinstituten (etwa zwei Drittel) sowie Start-up-Unternehmen und Industriepartnern (etwa ein Drittel) in Forschung und Entwicklung, vorwiegend im Bereich Biotechnologie. Aufgrund mangelnder Akzeptanz hat sich BASF Anfang 2012 zunehmend aus dem europäischen Markt zurückgezogen.
Öl und GasÜber einen Anteil an Wintershall Dea und ihren Beteiligungen. Exploration, Förderung und Transport sowie Speicherung und Handel mit Erdgas und Erdöl.

#### Wichtige Beteiligungen
(Prozentwerte nennen den Anteil, den die BASF an diesen Unternehmen besitzt)
- BASF Coatings GmbH, Münster (100 %)
- BASF Digital Solutions GmbH,[37] Ludwigshafen am Rhein (100 %)
- BASF Schwarzheide GmbH, Schwarzheide (100 %)
- BASF Polyurethanes GmbH, Lemförde (100 %)
- Wintershall Dea, Celle (67 %)[veraltet]
- sowie zahlreiche Auslandsniederlassungen, die in 170 Ländern tätig sind.

#### Wichtige Standorte
- Ludwigshafen am Rhein
Das BASF-Stammwerk ist heute mit über 2000 Gebäuden und einer Fläche von mehr als 10 km² das größte zusammenhängende Chemieareal der Welt, das sich im Besitz nur eines Unternehmens befindet. Hier sind rund 40.000[38] Mitarbeiter beschäftigt,[39] 1990 waren es noch 55.000.
- Düsseldorf / Monheim am Rhein (BASF Personal Care and Nutrition GmbH)
- Münster (BASF Coatings) ⊙
- Lemförde (BASF Polyurethanes)
- Nienburg/Weser (Niedersachsen) BASF Catalysts Germany GmbH / Katalysatoren für die Fahrzeugindustrie
- Schwarzheide (BASF Schwarzheide GmbH) ⊙
- Basel, Schweiz (BASF Schweiz AG, ehemals Ciba AG)
- Antwerpen, Belgien
- Port Arthur, Texas, USA
Dieser Standort verfügt unter anderem über den größten Naphtha-Steamcracker der Welt, der durch das Gemeinschaftsunternehmen BASF FINA Petrochemicals Limited Partnership betrieben wird. Dort wird aus Rohbenzin, das von der angegliederten FINA-Raffinerie geliefert wird, Ethen und Propen hergestellt und an die Standorte in Freeport und Geismar über Pipelines geliefert.
- Freeport, Texas, USA
- Geismar, Ascension Parish, Louisiana, USA
- Altamira, Mexiko
- Kuantan, Malaysia
- Nanjing, China (BASF-YPC, Joint Venture mit Sinopec)
- Tarragona, Spanien (BASF Española und BASF-Sonatrach)

### Aktie
Die Aktie des Unternehmens ist im DAX an der Frankfurter Wertpapierbörse notiert. An der BASF sind über 900.000 Aktionäre weltweit beteiligt.

### Kennzahlen
| in Mio.               | 2017    | 2018    | 2019    | 2020    | 2021    | 2022    | 2023    | 2024    |
| --------------------- | ------- | ------- | ------- | ------- | ------- | ------- | ------- | ------- |
| Umsatz                | 64.475  | 62.675  | 59.316  | 59.149  | 78.598  | 87.327  | 68.902  | 65.260  |
| Ergebnis nach Steuern | 6.078   | 4.707   | 8.421   | −1.060  | 5.982   | −627    | 225     | 1.298   |
| Eigenkapital          | 34.756  | 36.109  | 42.350  | 34.398  | 42.081  | 40.923  | 36.645  | 36.884  |
| Dividende je Aktie    | 3,10    | 3,20    | 3,30    | 3,30    | 3,40    | 3,40    | 3,40    | 2,25    |
| Anzahl Mitarbeiter    | 115.490 | 122.404 | 117.628 | 110.302 | 111.047 | 111.481 | 111.991 | 111.822 |

### Dividendenpolitik
Seit 1953 schüttet BASF ununterbrochen in jedem Jahr Dividenden aus.

### Logo
Das erste Unternehmenslogo der BASF entstand 1873 nach der Fusion mit zwei Stuttgarter Unternehmen (Knosp und Siegle). Auf ihm waren die Wappen von Stuttgart (Pferd) und Ludwigshafen (Bayerischer Löwe mit Anker) zu sehen. 1922 führte das Unternehmen für die Exportmärkte ein zusätzliches, rundes Logo ein, das „BASF-Ei“ genannt wurde. Nach der Neugründung der BASF 1952 griff man auf das ursprüngliche Logo von 1873 zurück, wobei es durch eine Krone, die den Unternehmensnamen trug, ergänzt wurde. Schon 1953 wurde ein neues Unternehmensemblem geschaffen, das aus vier schmalen Hohlblockbuchstaben bestand. Bis in die 1960er Jahre bestanden beide Logos nebeneinander, bis 1968 das sogenannte „BASF-Brikett“ entworfen wurde, der BASF-Schriftzug mit umgekehrten Farben (weiße Schrift vor schwarzem Grund). 1986 wurde das Unternehmenslogo modernisiert und für den Fotosatz anwendbar gemacht. Der Schriftzug „BASF“ wurde aus der Schriftart Neue Helvetica entwickelt und findet sich so auch noch im aktuellen Logo.
Das BASF-Logo in seiner heutigen Form basiert auf dem 1986 von der unternehmenseigenen Werbeabteilung entworfenen Schriftzug. 2003 wurde es durch Interbrand Zintzmeyer & Lux durch zwei sich ergänzende Quadrate und dem Zusatz „The Chemical Company“ ergänzt. Seit März 2004 bildet dieses Logo, mit einer der sechs Unternehmensfarben blau, hellblau, grün, hellgrün, orange und rot im Hintergrund, den Kern des Corporate Design.
Zum 1. Januar 2015, und damit zum 150-jährigen Jubiläum, führte BASF die neue Zielsetzung „We create chemistry“ in ihr Logo ein, der das vorherige Motto „The Chemical Company“ ersetzt. Zum 1. Oktober 2017 erfolgte die letzte grafische Anpassung, die Quadrate sind seither im Vollton.

## Produktportfolio und Forschung
Zu den großen Abnehmerbranchen der BASF-Produkte zählen die Chemie-, Automobil- und Energieindustrie, die Landwirtschaft sowie die Bauindustrie. Wichtige Kunden sind in den Branchen Gesundheit, Ernährung, Elektro/Elektronik, Textilien, Verpackung und Papier angesiedelt. In vielen Bereichen hat die BASF die Markt- und Technologieführerschaft inne. Weltweit hat sie Rechte an 110.000 Patenten, so viele wie kein anderes Unternehmen, und meldete 2010 etwa weitere 1100 neue Patente an. Im Jahr 2010 wurden knapp 1,5 Milliarden Euro in die Forschung investiert, weltweit werden rund 9600 Mitarbeiter in den betriebseigenen Forschungseinrichtungen beschäftigt. Mit 26 % der Forschungsausgaben ist der Bereich Pflanzenschutz und Ernährung der forschungsintensivste Bereich des Konzerns.
Einen Teil der Forschungsarbeit lagert der Konzern aus, indem er über die Beteiligungsgesellschaft BASF Venture Capital Start-ups finanziert.
| Umsatz nach Branchen (2011) Anteile am Jahresumsatz | Umsatz nach Branchen (2011) Anteile am Jahresumsatz |
| --------------------------------------------------- | --------------------------------------------------- |
| Chemie (keine Endabnehmerbranche), Energie          | > 15 %                                              |
| Transport, Konsumgüter                              | 10–15 %                                             |
| Landwirtschaft, Bau                                 | 5–10 %                                              |
| Elektro/Elektronik, Gesundheit und Ernährung        | < 5 %                                               |

## Ausgewählte Produkte des Konzerns
- Oppanol B, ein sowohl in Dach- und Dichtungsbahnen als auch in Kaugummi enthaltener Stoff
- Indanthren-Farben, 1901 von der BASF entwickelt
- Buna, synthetischer Kautschuk
- Styropor, 1951 im Werk Ludwigshafen entwickelt
- Neopor, ein Dämmstoff für den Hausbau; basiert auf Styropor und Graphit
- Styrodur, ein styroporähnlicher Stoff
- Basotect, ein Melaminharzschaumstoff
- Styrolux, Grundstoff für Frischhaltefolien
- Uvinul, Lichtschutzmittel zum Schutz vor UV-Strahlung
- Glysantin, ein Frost- und Korrosionsschutzmittel
- AUS 32, vertrieben unter der Fremdmarke AdBlue, eine Harnstofflösung zur Abgasnachbehandlung
- Hexamoll DINCH, ein phthalatfreier Weichmacher
- Superabsorber, wasseraufsaugende Substanz in Windeln
- Amflora, Stärkekartoffel
- Fortuna, Speisekartoffel mit natürlicher Resistenz gegen die Kraut- und Knollenfäule
- Hydroxylamin,[45] hochreine Schwefelsäure[46] und andere Chemikalien für die Herstellung von Halbleitern, pharmazeutischen Erzeugnissen und Feinchemikalien
- BASF Musikproduktion, Plattenlabel, das vor allem in den frühen 1970er Jahren aktiv war
- Unter Marken wie Irganox, Irgafos und  Irgastab bietet BASF verschiedene Kunststoffadditive (Antioxidationsmittel, Alterungsschutzmittel, Prozessstabilisatoren) an

## Sozialpolitik der BASF

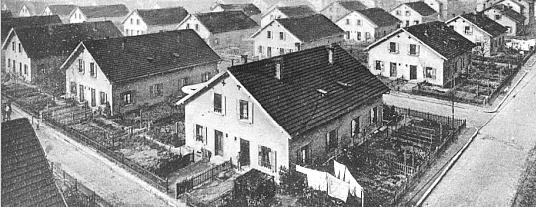
Kolonie Hemshof 1880

Parallel zu dem wirtschaftlichen Aufstieg im 19. Jahrhundert begann die Werksleitung mit einer patriarchalischen Sozialpolitik. Hierzu gehörten eine betriebseigene Krankenfürsorge, Aus- und Fortbildungen, Wohnungsbau und Freizeitgestaltung. Die betriebseigene Krankenfürsorge begann 1866 durch die Einrichtung einer betriebseigenen Ambulanz, deren erster Werksarzt Carl Knaps gleichzeitig Amtsarzt des Kreises Ludwigshafen war. 1875 wurde eine betriebliche Krankenkasse eingerichtet, in der Folgezeit wurden zusätzlich noch Erholungsheime beispielsweise in Dannenfels für die Arbeiter und ihre Familien eingerichtet.
Der Wohnungsbau begann bereits 1866 mit dem Bau eines Wohnheims für ledige Arbeiter. 1873 wurde die Hemshof-Kolonie rund um das Ludwigshafener Werksgelände angelegt, auf der damals 384 Arbeiter- und 36 Aufseherwohnungen errichtet wurden. 1900 wurde die Kolonie Limburgerhof aufgebaut, die eine Volksschule und einen Betsaal umfasste (später wurde dort das Agrarzentrum des Konzerns errichtet). Des Weiteren wurde 1884 eine zentrale Werksküche zur Versorgung der Arbeiter eingerichtet, die 1890 um eine Speisehalle ergänzt wurde. 1890 kamen eine Turnhalle und 1901 eine Bibliothek hinzu. 1900 wurden zudem noch ein Casino und das Gesellschaftshaus eröffnet, welches 1913 noch erweitert wurde.
Im November 2013 eröffnete das Unternehmen am Standort Ludwigshafen das Mitarbeiterzentrum für Work-Life-Management „LuMit“ nach Plänen von Sander Hofrichter Architekten. Unter diesem Dach befinden sich „LuFit“ – ein Fitness- und Gesundheitsstudio, „LuCare“ – die Sozial- und Lebensberatung der BASF Stiftung, sowie „LuKids“ – die mit 263 Kindern größte Betriebskrippe Deutschlands.

## Gesellschaftliches Engagement
Seit 100 Jahren unterstützt BASF soziale und kulturelle Projekte. Das jährliche Budget für das gesellschaftliche Engagement beträgt rund 20 Millionen Euro. Das meiste Geld erhalten Schulen, Sportvereine und soziale Einrichtungen. Außerdem werden regionale Kulturveranstaltungen wie die Biennale für aktuelle Fotografie und das Festival des deutschen Films gefördert.

## Umwelt- und Verbraucherschutz
Als Richtlinien zum Umweltschutz gibt das Unternehmen folgende Leitsätze aus:
- Förderung des Sicherheits-, Gesundheits- und Umweltbewusstseins und kontinuierliche Verbesserungen durch Zielvereinbarungen
- Erzeugen von Produkten, die sicher herzustellen, zu verwenden, wiederzuverwerten oder zu entsorgen sind
- Unterstützung von Kunden und Lieferanten im Bemühen um einen sicheren und umweltfreundlichen Umgang mit Waren
- Verringerung der Belastung von Mensch und Umwelt bei Herstellung, Lagerung, Transport, Vertrieb, Verwendung und Entsorgung der Produkte der BASF

Ab Mitte der 1950er Jahre bemühte sich das Unternehmen eigenen Angaben zufolge um einen „aktiven Umweltschutz“ in seinen Werken. 1957 begannen die ersten systematischen Planungen in Zusammenarbeit mit der Universität Stuttgart zur Verbesserung der Umweltstandards in den Werken der BASF. Im Jahr 1964 wurde die Rückstandsverbrennungsanlage mit ihrem ersten Drehofen ausgestattet, 1974 ging die 500 Millionen DM teure Kläranlage in Ludwigshafen in Betrieb. 1988 wurde eine Rauchgasentschwefelungsanlage im Kohlekraftwerk am Standort Ludwigshafen fertiggestellt. Ein Jahr später eröffnete die BASF eine neue Umweltzentrale, und 1991 nahm das BASF-Ökologielabor seine Arbeit auf. 2005 ging ein zweites Gas- und Dampfturbinenkraftwerk (GuD) in Betrieb (Kraftwerk BASF-Ludwigshafen), das einen Energienutzungsgrad von nahezu 90 % erreichte. Die Leistung der anderen GuD-Anlage hinzugerechnet, erhöhte sich der Anteil der gesamten Stromerzeugung am Standort Ludwigshafen durch das neue Kraftwerk auf über 90 %.

## Für die Unternehmensgeschichte wichtige Persönlichkeiten
- Heinrich von Brunck (1847–1911), Chemiker, Vorstandsvorsitzender ab 1901
- Carl Bosch (1874–1940), Chemiker, Industrieller (Haber-Bosch-Verfahren, Entwicklung der chemischen Hochdruckverfahren)
- Friedrich Engelhorn (1821–1902), Goldschmied (Unternehmensgründer)
- Fritz Haber (1868–1934), Chemiker und Nobelpreisträger für Chemie
- Jürgen Hambrecht (* 1946), von 2003 bis 2011 Vorstandsvorsitzender, von 2014 bis 2020 Aufsichtsratsvorsitzender
- Justus von Liebig (1803–1873), Chemiker
- Alwin Mittasch (1869–1953), Chemiker
- Paul Moldenhauer (1876–1947), Politiker, Wirtschaftsminister, Finanzminister, Aufsichtsrat 1921–1931
- Matthias Pier (1882–1965), Chemiker (Begründer der Methanol-Synthese)
- Walter Reppe (1892–1969), Vertreter der modernen Verfahrenstechnik, entwickelte wesentlich die Chemie des Acetylens
- Fritz Stastny (1908–1985), Chemiker (Erfinder von Styropor)
- Jürgen Strube (* 1939), von 1990 bis 2003 Vorstandsvorsitzender und von 2003 bis 2009 Aufsichtsratsvorsitzender
- Eggert Voscherau (* 1943), von 1996 bis 2008 Mitglied des Vorstandes und von 2003 bis 2008 dessen stellvertretender Vorsitzender
- Georg Wittig (1897–1987), Professor am Organisch-Chemischen Institut der Universität Heidelberg (Verwendung der von Herrmann Staudinger entdeckten Ylide, die für die Synthese von Vitamin A und Carotinoiden industrielle Bedeutung erlangten)

## Auszeichnungen
Das amerikanische Wirtschaftsmagazin Forbes kürte die BASF 2005 zum angesehensten Chemieunternehmen der Welt. Im Januar 2007 zeichnete die Wirtschaftszeitung Manager Magazin die BASF für ihre gesellschaftliche Verantwortung mit dem ersten Platz beim Good Company Ranking aus. In den Jahren 2009 bis 2011 sowie 2014 wurde BASF durch das US-Wirtschaftsmagazins „Fortune“ als das angesehenste Chemieunternehmen der Welt ausgezeichnet. 2010 wurde das Unternehmen in das Lexikon der deutschen Weltmarktführer aufgenommen.

## Subventionierung
Im Jahr 2009 bekam die BASF aus dem Topf der EU-Agrarsubventionen fast 200.000 Euro, 2013 einen Betrag von 131.557 Euro für den an ihr Agrarzentrum angegliederten Gutshof „Rehhütte“.
Die höchsten staatlichen Subventionen erhält die BASF aus Forschungs- und Entwicklungsprojekten des BMBF, BMU und BMWi. Dort werden meist bis zu vierjährige Zusammenarbeiten zwischen staatlichen Forschungseinrichtungen und Privatindustrie mit Fördersummen bis zu zweistelligen Millionen-Beträgen pro Einzelprojekt gefördert. Das Ziel ist, die nationale Industrie in ihrem Kampf gegen ausländische Konkurrenten finanziell zu entlasten, indem die Entwicklungskosten zum Teil von staatlichen Forschungseinrichtungen übernommen werden. Die Ergebnisse eines solchen Forschungskonsortiums stehen meist den (beteiligten) Industriepartnern frei zur Verfügung oder werden gemeinsam patentiert. Alternativ erhalten sie das Exklusivrecht zur Verwertung gegen Lizenzgebühr an die Forschungseinrichtung, wodurch eigene Entwicklungskosten effizient minimiert werden.

## Kritik
Nach Recherchen von Kim Otto, Sascha Adamek und Markus Schmidt für das ARD-Fernsehmagazins Monitor soll von 2004 bis 2005 ein BASF-Mitarbeiter als sogenannter „externer Mitarbeiter“ bzw. „Leihbeamter“ im Bundeswirtschaftsministerium an der Umsetzung der EU-Richtlinie zu Chemikalien REACH mitgewirkt haben. Die Europäische Union plante damals eine neue Chemieverordnung, abgekürzt REACH (Registration, Evaluation and Authorisation of Chemicals). Nach der bereits in Kraft getretenen Verordnung REACH muss die Chemieindustrie alle in Europa vermarkteten chemischen Substanzen untersuchen, die bislang zum Teil nur unzureichend auf ihre Gefährlichkeit getestet wurden. Nach Angaben von Monitor ist das „Interesse der Chemieindustrie: Weniger Testverfahren, zum Beispiel bei Kinderspielzeug oder Kleidung, um Kosten zu sparen. Damit setzte sich die Lobby gegen die Verbraucherinteressen durch.“ Die BASF stand bei Umweltschutzorganisationen aufgrund der ablehnenden Haltung zur geplanten neuen EU-Chemikalienverordnung REACH massiv in der Kritik. Die Verordnung ist seit dem 1. Juni 2007 in Kraft. Rund 2500 Stoffe sollten bis zum Jahr 2018 registriert werden. Zusätzlich führt die BASF weltweit Standards ein, die sich an den Regeln von REACH orientieren.
Der Geschäftsführer des Dachverbands der Kritischen Aktionärinnen und Aktionäre kritisierte bei der Hauptversammlung der BASF im April 2008 den Konzern für seine Klimapolitik sowie dessen Lobbyismus.
Ende Oktober 2010 geriet der Konzern in die Kritik, da er zusammen mit der Bayer AG und E.ON US-Politiker, die den Klimawandel leugnen oder Gesetze dagegen blockieren, mit einer Spende in Höhe von 175.000 US-Dollar gesponsert hat. Kritisiert wurde vor allem, dass diese Unternehmen Klimaschutzziele in Europa mit der Begründung ablehnten, dass die USA in diesem Bereich untätig seien.
Johannes Seoka, Anglikanischer Bischof von Pretoria forderte BASF bei der Hauptversammlung im April 2015 auf, sich an Reparationszahlungen in der Nachfolge des Massakers von Marikana zu beteiligen. BASF war Hauptkunde der Platinmine von Lonmin, bei der am 16. August 2012 34 Bergleute durch Schüsse der südafrikanischen Polizei getötet wurden. Mit dem Endbericht der Beweisaufnahme der Farlam Kommission wird unter anderem Lonmin für einige Entscheidungen kritisiert. BASF solle Verantwortung für die Missstände in seiner Lieferkette übernehmen, forderte Seoka.
Die BASF hat über die Jahre viele natürliche genetische Ressourcen patentiert, beispielsweise fast 50 % aller Gene, die in Ozeanen gefunden und patentiert wurden. Dadurch wird die Nutzung und oft auch Erforschung durch andere erschwert. Die Patentierung von Genen ist deshalb weltweit umstritten.
Von BASF hergestellte Pflanzenschutzmittelwirkstoffe, welche in der EU keine Genehmigung (mehr) haben, wurden 2017 auf dem brasilianischen Markt vertrieben. Dazu gehören beispielsweise Cyanamid und Quinclorac. 2018 hat BASF wiederum Anträge für den Export solcher Pestizide gestellt.
Nach dem russischen Überfall auf die Ukraine im Februar 2022 wurden die engen Verbindungen zwischen BASF und Gazprom zunehmend thematisiert. Durch den Bau von den beiden Nord Stream Pipelines, den Verkauf des größten deutschen Gasspeichers Rehden an die damalige Gazprom Germania im Jahr 2015, sowie durch langfristige Take-or-Pay-Lieferverträge sei eine viel zu große Abhängigkeit von Russland entstanden, so die Kritiker.
Seit Ende 2023 stand BASF, ausgelöst durch Recherchen verschiedener Medien, in der Kritik, mittelbar in Zwangsarbeit und Unterdrückung von Uiguren und anderen Minderheiten in der chinesischen Region Xinjiang verwickelt zu sein. Die Vorwürfe richteten sich gegen die Xinjiang Markor Chemical Industry Co., Ltd., den chinesischen Miteigentümer eines Joint-Venture-Unternehmens, das seit 2016 ein Werk in Korla zur Herstellung des Vorprodukts Butandiol betreibt. Anfang Februar 2024 veröffentlichte die Inter-Parliamentary Alliance on China (IPAC) einen von 57 Parlamentariern und Politikern unterzeichneten Brief an BASF, in dem sie das Unternehmen zum Rückzug von seinen Aktivitäten in Xinjiang aufforderte. In der Folge gab BASF bekannt, bereits 2023 den Verkauf seiner Anteile an den Gemeinschaftsunternehmen BASF Markor Chemical Manufacturing (Xinjiang) Co., Ltd. und Markor Meiou Chemical (Xinjiang) Co., Ltd. eingeleitet zu haben und gab als Begründung hierfür Nachhaltigkeitsaspekte wie die CO2-Bilanz an.

## Dokumentarfilme
- Die Stadt die niemals schläft – Hinter den Toren der BASF. SWR (online).  Film-Doku von Peter Scharf (2023) - 45 Min.

- BASF – Die Chemie des Geldes – Ein Konzern zwischen Profit und Moral. SWR (online).  Film von Christian Jentsch (2024).